# Super Smash Bros. (serie)
Super Smash Bros. (大乱闘スマッシュブラザーズ Dairantou Sumasshu Burazāzu?, lit. Gran Estruendo de Hermanos) es una serie de videojuegos de lucha, creada por Masahiro Sakurai, quien dirigió todos los juegos, y distribuida por Nintendo, el cual presenta personajes invitados de franquicias establecidas en Nintendo y otras compañías de videojuegos y ha vendido en total más de 71 millones de unidades. La serie es conocida por su objetivo de jugabilidad único, que difiere de los juegos de pelea tradicionales, en donde el objetivo es aumentar contadores de daño y derribar a los oponentes del escenario en lugar de agotar las barras de salud.
La serie tuvo un exitoso comienzo en 1999 con Super Smash Bros. para la Nintendo 64. Llegó a lograr incluso un mayor éxito con Super Smash Bros. Melee, lanzado en 2001 para la Nintendo GameCube, logrando ser el juego más vendido de ese sistema. El tercer juego, Super Smash Bros. Brawl para la Wii fue lanzado el 31 de enero de 2008 en Japón y el 9 de marzo del mismo año en América. En la E3 2008 fue anunciado durante la conferencia. La cuarta entrega, Super Smash Bros. para Nintendo 3DS y Wii U, fueron lanzados el 13 de septiembre y 6 de diciembre de 2014 en Japón y el 3 de octubre y el 21 de noviembre del mismo año en América, respectivamente, y la quinta entrega, Super Smash Bros. Ultimate para Nintendo Switch fue lanzado a nivel mundial el 7 de diciembre de 2018.
La saga presenta personajes de las franquicias más populares de Nintendo, como Mario (Super Mario), Fox (Star Fox), Link (The Legend of Zelda), Kirby (Kirby), Samus Aran (Metroid) o Pikachu (Pokémon). El juego original para Nintendo 64, Super Smash Bros., tenía 12 personajes; el número aumentó a 26 en Melee, a 35 en Brawl, a 58 en 3DS y Wii U, y a 89 en Ultimate. Algunos personajes son capaces de transformarse en diferentes formas que tienen diferentes estilos de juego y juegos de movimientos cada una. Todos los juegos de la serie han sido bien recibidos por la crítica, y se han elogiado mucho sus funciones multijugador, lo que ha generado una gran comunidad competitiva que ha aparecido en varios torneos de juegos.

## Historia
| 1999 | Super Smash Bros.          |
| 2000 |                            |
| 2001 | Super Smash Bros. Melee    |
| 2002 |                            |
| 2003 |                            |
| 2004 |                            |
| 2005 |                            |
| 2006 |                            |
| 2007 |                            |
| 2008 | Super Smash Bros. Brawl    |
| 2009 |                            |
| 2010 |                            |
| 2011 |                            |
| 2012 |                            |
| 2013 |                            |
| 2014 | Super Smash Bros. 4        |
| 2015 |                            |
| 2016 |                            |
| 2017 |                            |
| 2018 | Super Smash Bros. Ultimate |

### Super Smash Bros.(1999)

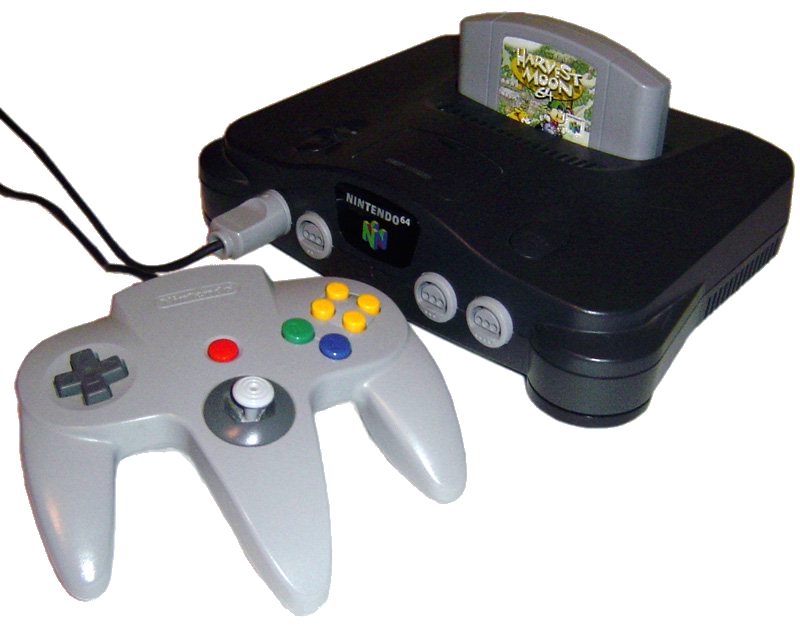
La Nintendo 64, consola para la que fue lanzado el juego.

Super Smash Bros. (conocido como Super Smash Bros. 64) fue presentado en 1999 para la Nintendo 64. Fue lanzado alrededor del mundo luego de vender más de un millón de copias solamente en Japón. El juego presenta ocho personajes en un principio, siendo posible obtener cuatro personajes adicionales secretos, todos ellos creados por Nintendo o uno de sus desarrolladores second-party.
En el modo multijugador, hasta cuatro personas pueden jugar juntas, siendo las reglas específicas de cada encuentro predeterminadas por los jugadores. Hay dos tipos distintos que pueden ser escogidos: tiempo, donde la persona con menos KOs al final del tiempo predeterminado gana, y vidas, donde cada persona tiene un número predeterminado de vidas, y una vez que las pierde todas es eliminada.
El modo de un jugador incluye un modo arcade que siempre sigue la misma serie de oponentes, aunque el jugador puede cambiar el nivel de dificultad del juego. Otros modos de un jugador existen, como el modo de práctica y diversos minijuegos, incluyendo Break the Targets (Rompe los objetivos) y Board the Platforms (Sube a las plataformas). Todos estos modos fueron incluidos en la secuela Super Smash Bros. Melee, excepto por la primera.
En el modo Versus, existen nueve escenarios en los que se puede jugar: ocho de estos se basan en cada uno de los personajes controlables principales (como Peach's Castle para Mario, Planet Zebes para Samus y Sector Z para Fox), y el restante es el escenario secreto Mushroom Kingdom basado en Super Mario Bros.

### Super Smash Bros. Melee(2001)
Super Smash Bros. Melee fue lanzado el día 21 de noviembre de 2001 en Japón, el día 3 de diciembre de 2001 en Norteamérica, el día 24 de mayo de 2002 en Europa y el día 31 de mayo de 2002 en Australia, únicamente para la videoconsola Nintendo GameCube. Tuvo un presupuesto y un equipo de desarrollo más elevado que el de Super Smash Bros., y su lanzamiento fue mucho más aclamado entre los consumidores.[cita requerida] Desde su lanzamiento, Super Smash Bros. Melee ha vendido más de 7 millones de copias, llegando a ser el juego más vendido de la GameCube. Super Smash Bros. Melee presenta 26 personajes (de los cuales 15 están disponibles desde el principio), más del doble de la cantidad de personajes que la de su predecesor. Además, el juego contiene 29 escenarios diferentes.

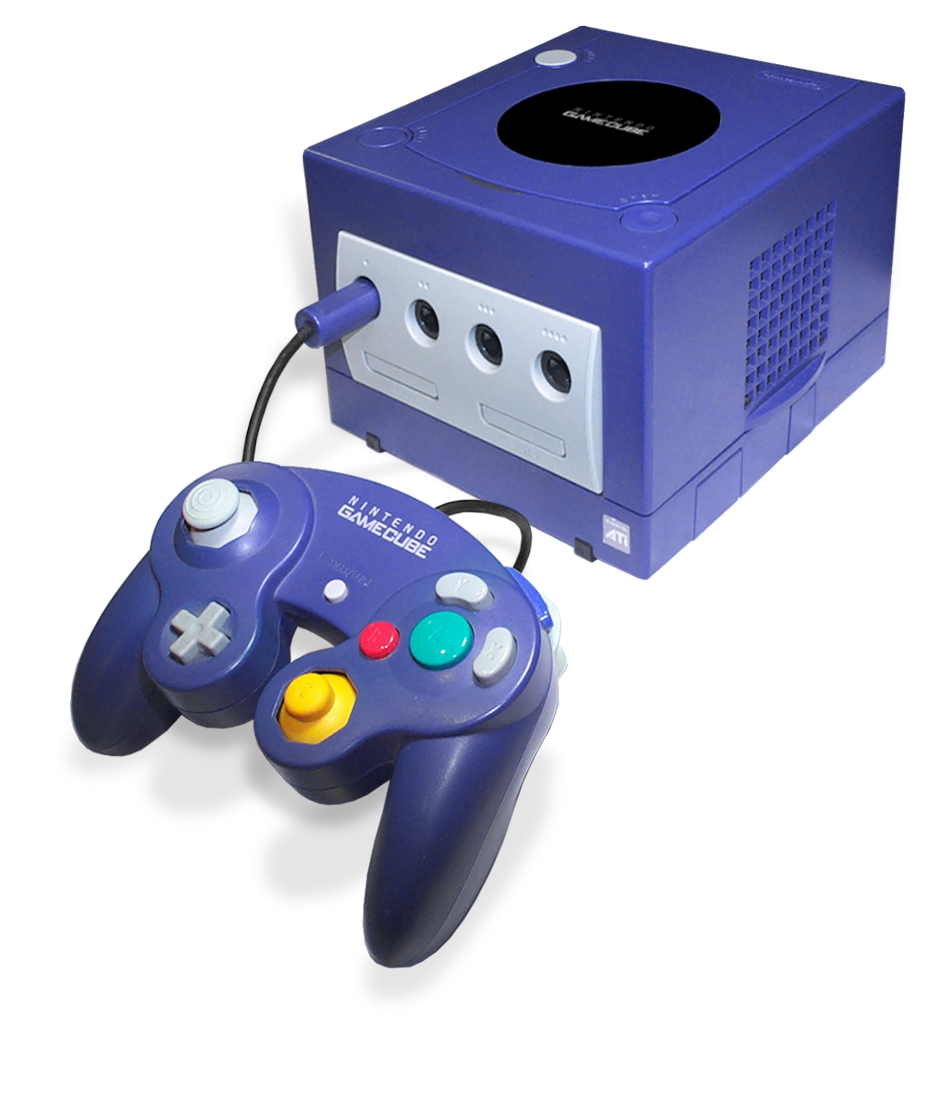
Nintendo GameCube, consola para la que se lanzó el juego.

Melee introdujo dos modos nuevos de un jugador en conjunto con el modo Classic: el modo Adventure y el modo All-star. El modo Adventure tiene segmentos de juego de plataformas similares al minijuego Race to the Finish presente en el juego original, y el modo All-star consiste en peleas en contra de cada uno de los personajes controlables del juego, y le da al jugador una única vida en la que el daño es acumulado entre las peleas, además de un número limitado de objetos para recuperarse entre las batallas.
También existe un gran número de nuevos modos de multijugador, además de un modo torneo que permite participar hasta 64 competidores distintos (los que pueden ser controlados por un jugador humano) y donde hasta cuatro jugadores pueden participar al mismo tiempo. Adicionalmente, el juego presenta modos de batalla alternativos, llamados Special Melee, los que contienen algunas alteraciones durante las batallas (por ejemplo, todos los personajes son gigantes por defecto, la velocidad es más rápida de lo normal, etc.), en conjunto con maneras alternativas de determinar al ganador del encuentro, como la recolección de monedas durante la batalla.
En el lugar de los perfiles de los personajes en Super Smash Bros., en Melee se encuentran los trofeos (llamados «figuras» en la versión japonesa). Los 293 trofeos incluyen 3 diferentes perfiles para cada uno de los personajes controlables, cada uno obtenido en cada modo de un jugador. Además, al contrario de su predecesor, Melee contiene perfiles para muchos personajes de Nintendo, los cuales son no-controlables o simplemente no aparecen en el juego, como también para objetos, escenarios, enemigos y elementos de Nintendo.

### Super Smash Bros. Brawl(2008)
Aunque un tercer juego Super Smash Bros. había sido anunciado mucho antes de la E3 2006, Nintendo reveló la primera información del juego en la forma de un tráiler el 10 de mayo de 2006, donde el juego fue titulado como Super Smash Bros. Brawl. Dicho tráiler presentaba a Solid Snake de la saga Metal Gear de Konami, marcando así la primera vez que un personaje third-party hacía aparición como un personaje controlable en un juego Super Smash Bros.. Un segundo personaje third-party, Sonic the Hedgehog de Sega, también fue confirmado como un personaje controlable el 10 de octubre de 2007. Super Smash Bros. Brawl fue lanzado en Japón el 31 de enero de 2008, en América el 9 de marzo de 2008 y en Europa el 27 de junio de 2008. Brawl es también el primer juego de la saga en habilitar la capacidad de jugar en línea a través de la Nintendo Wi-Fi Connection y ofrecer a los jugadores la habilidad de construir sus propios escenarios originales.

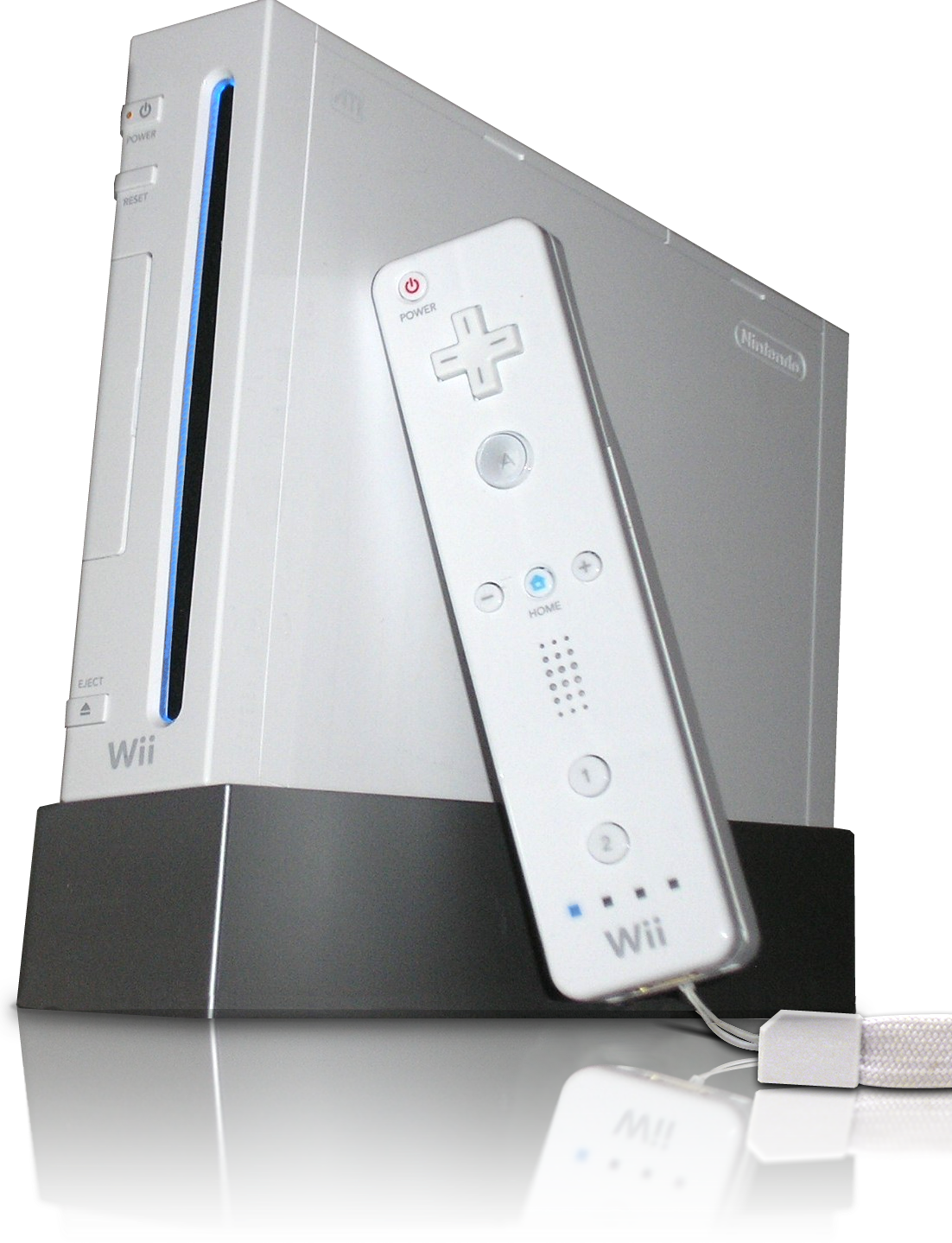
La Wii, consola para la que se lanzó el título.

Brawl también presenta compatibilidad con cuatro tipos de mandos (el Control Remoto Wii de lado, el Control Remoto Wii en conjunto con el Nunchuk, el Mando Clásico, o el mando de Nintendo GameCube), mientras que sus predecesores solamente usaban el mando diseñado para sus respectivos sistemas. El jugador tiene también la capacidad de cambiar la configuración de los controles y del tipo de mando.
Super Smash Bros. Brawl incluye también un nuevo modo Adventure, titulado Super Smash Bros. Brawl: El Emisario Subespacial. Este modo presenta historias específicas para cada personaje, además de numerosos niveles de desplazamiento lateral y múltiples jefes con los cuales se debe luchar a lo largo del juego, como también escenas audiovisuales que explican la historia del juego. El Emisario Subespacial también presenta a un nuevo grupo de antagonistas, llamado Subspace Army, los que son comandados por el ministro Antiguo. Algunos de estos personajes enemigos aparecieron en videojuegos anteriores de Nintendo, como Floro Piraña de la saga Mario, y un escuadrón R.O.B., personajes basados en hardware clásico de Nintendo. El Emisario Subespacial también incluye una gran cantidad de enemigos originales, como Roader, un uniciclo robótico; Bytan, una criatura cíclope con forma de bola que puede duplicarse a sí mismo si no se destruye rápidamente, y los Prímidos, enemigos que aparecen en diversas variaciones. A pesar de que originalmente es un modo de un jugador, El Emisario Subespacial tiene un modo multijugador cooperativo. Existen cinco niveles de dificultad para cada escenario, y hay un método para incrementar los poderes de los personajes durante el juego. Dicho método consiste en colocar las pegatinas coleccionadas durante el juego en la parte inferior de los trofeos de los personajes para mejorar sus distintas habilidades de lucha.

### Super Smash Bros. for Nintendo 3DSySuper Smash Bros. for Wii U(2014)

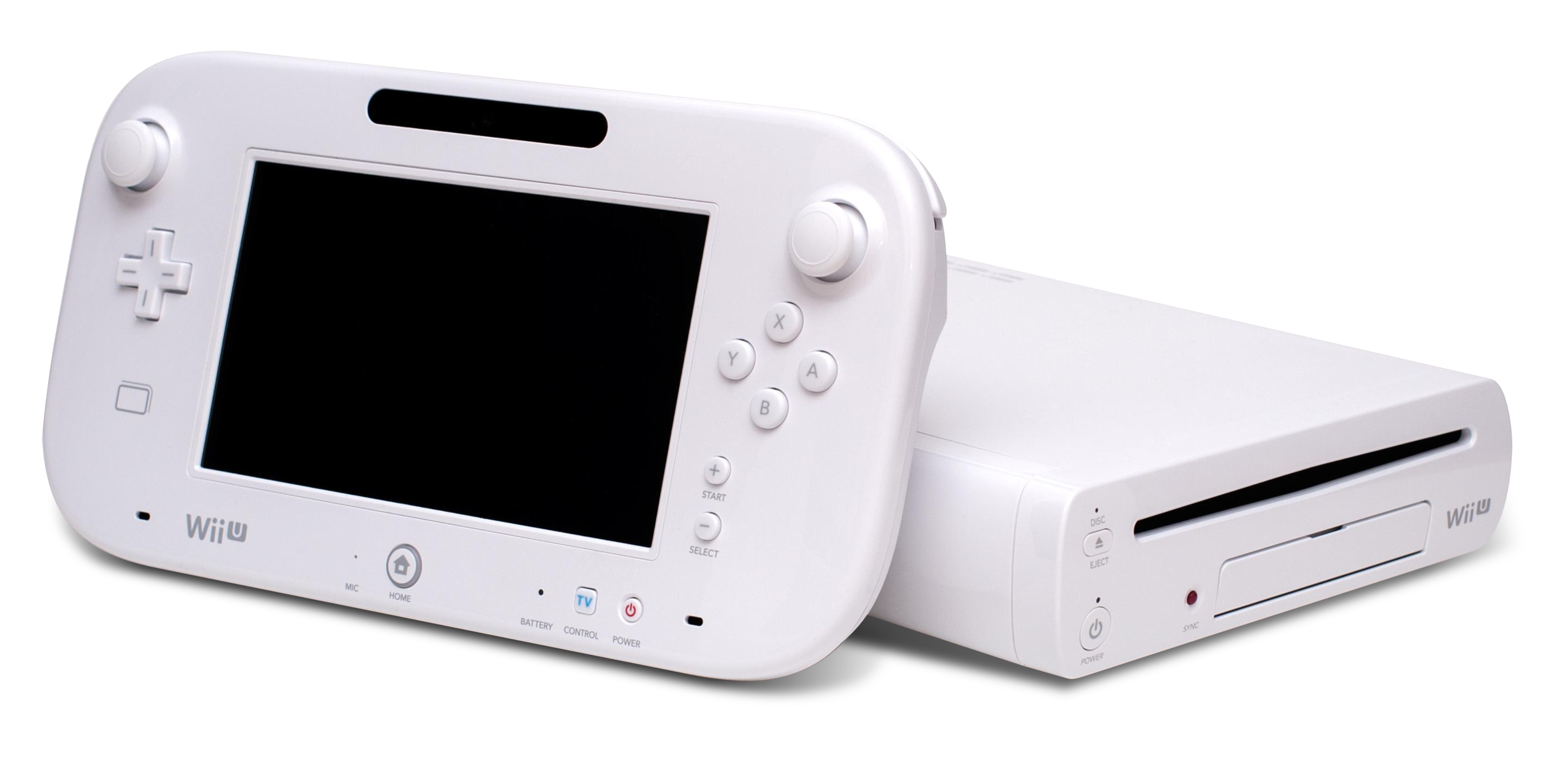
La Wii U, consola para la que se lanzó el título.

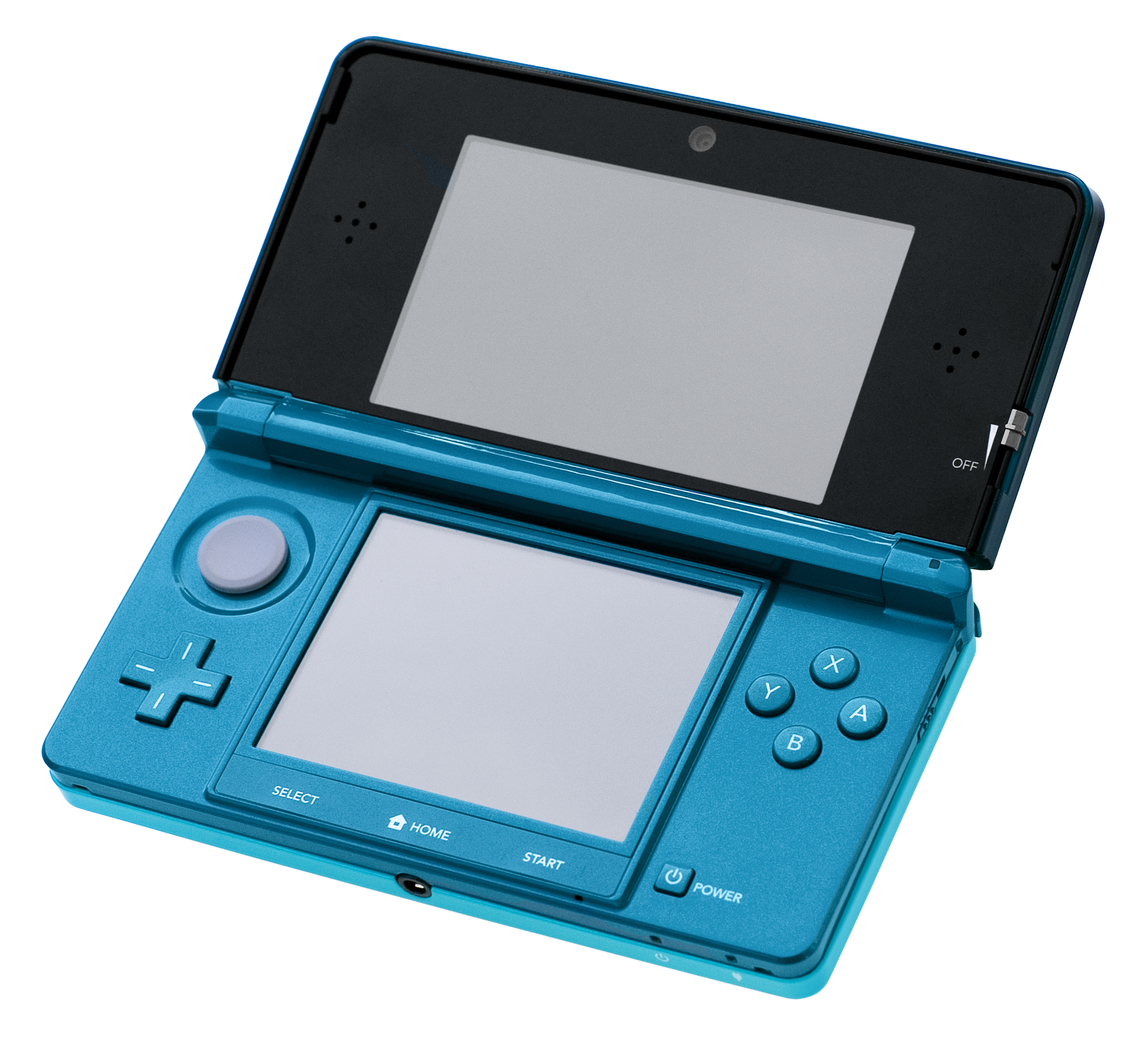
La Nintendo 3DS, consola para la que se lanzó la versión portátil del título.

Son dos juegos de la saga Super Smash Bros. Han sido publicados para Nintendo 3DS y Wii U siendo ambos parte de la cuarta entrega de la saga.
La versión de Nintendo 3DS fue lanzada el 13 de septiembre y la de Wii U el 6 de diciembre de 2014 (ambas fechas para Japón). Los juegos tienen 11 modos: Smash, Smashventura (exclusivo para 3DS), Mundo Smash (exclusivo para Wii U), Clásico, Retos a la carta (Wii U), Estrellas, Eventos (Wii U), Estadio, Clásicos (Wii U), Cazatesoros e Internet.
Ambos juegos constan de 58 personajes, de los cuales 38 son iniciales (41 en la versión de Wii U), 12 secretos (8 en la versión de Wii U) y 7 descargables.

### Super Smash Bros. Ultimate(2018)

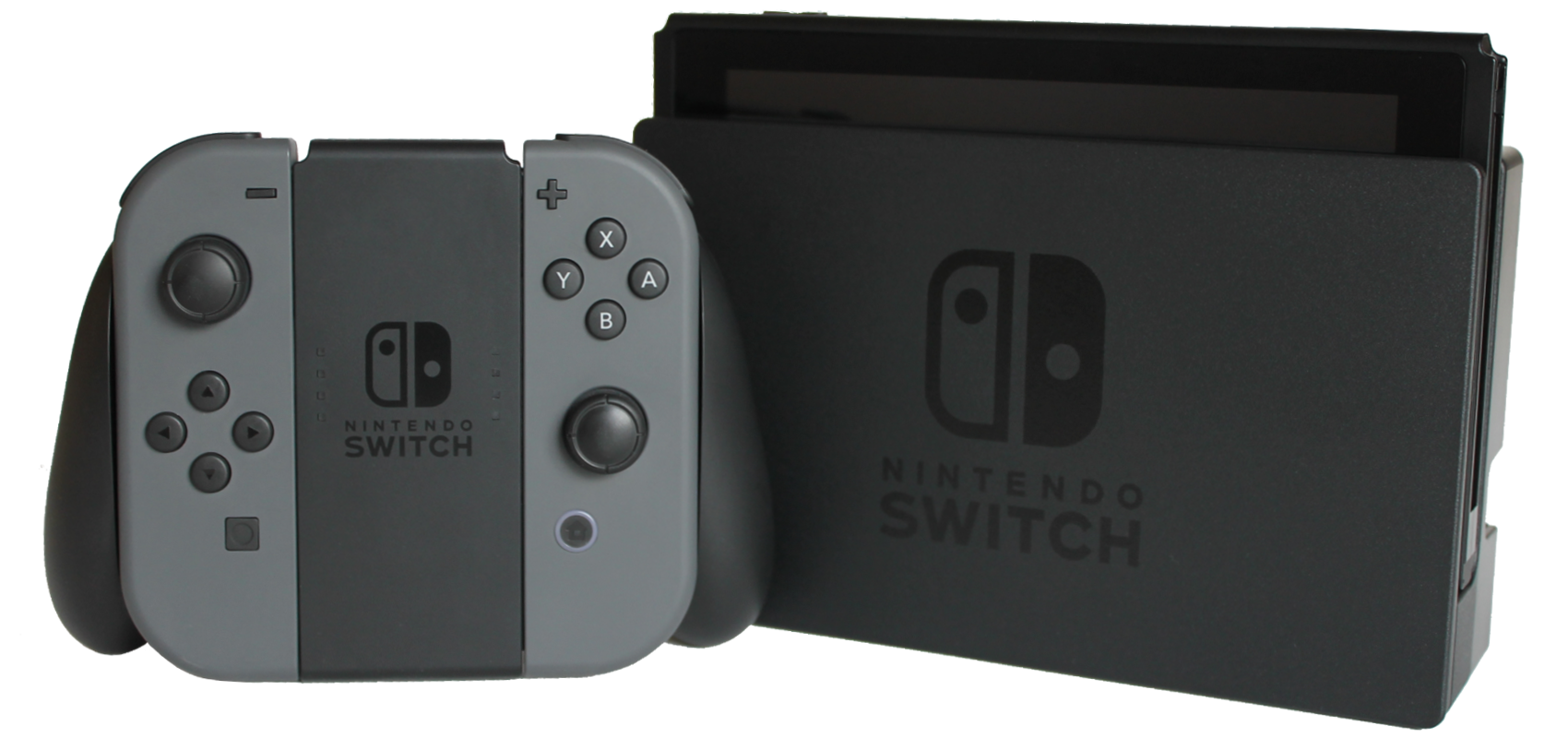
La Nintendo Switch, consola para la que se lanzó el título.

El 8 de marzo de 2018, se anunció Super Smash Bros. Ultimate durante un Nintendo Direct, y se reveló que los Inklings de Splatoon estaban entre los primeros personajes nuevos. En el E3 se dieron más detalles como que el videojuego llegaría el 7 de diciembre de 2018.
En esta entrega de la saga, todos los personajes que anteriormente estuvieron en las otras entregas, vuelven a aparecer. Se introdujo el concepto de "personajes eco", personajes distintos que comparten movimientos entre sí. El juego consta de 74 personajes más 11 en formato DLC y otro más si lo compras los primeros días desde que sale.
El juego incluye un modo aventura llamado "El mundo de estrellas perdidas"
El juego presenta también espíritus, los cuales te ayudan en tu aventura. Puedes conseguir espíritus en el tablero de espíritus o en modo aventura.

## Sistema de juego
La saga Super Smash Bros. es muy distinta a la mayoría de las sagas de juegos de lucha. En vez de ganar al vaciar la barra de vida de un oponente, los jugadores de Smash Bros. deben sacar a sus oponentes del escenario. En Super Smash Bros., los personajes tiene un medidor de daño, representado por un valor en porcentaje, el cual se eleva en el momento en que reciben daño (el valor puede exceder el 100%). A medida que el porcentaje de un personaje se eleva, éste puede ser empujado más lejos con mayor facilidad. Para eliminar a un oponente, el jugador debe enviar al personaje fuera del límite del escenario, el cual no es una arena de pelea cerrada sino un área sin barreras, usualmente compuesta por plataformas suspendidas en el aire. Cuando un personaje es expulsado del escenario, éste puede utilizar movimientos de salto para intentar regresar; como los saltos de algunos personajes tienen un mayor alcance, éstos pueden tener una mejor «recuperación» que los otros. Adicionalmente, algunos personajes son más pesados que otros, haciendo que sea más difícil para un oponente el sacarlos del escenario, pero a la vez haciéndoles más difícil a ellos el intentar volver al escenario.
Los controles de los juegos Smash Bros. son mucho más simples que los de la mayoría de los juegos de lucha. Mientras que los tradicionales juegos de lucha, como Street Fighter o Soulcalibur, requieren que el jugador memorice combinaciones de presión de botones (algunas veces largas y complicadas, y usualmente específicas para cada personaje), Smash Bros. utiliza las mismas combinaciones de botones para los ataques y de direcciones con la inclinación de la palanca para tener acceso a todos los movimientos de todos los personajes. Los personajes no están limitados a estar constantemente enfrentando a sus enemigos, puesto que también pueden correr alrededor libremente. Smash Bros. también implementa mecánicas de bloqueo y esquiva, las que pueden ser utilizadas tanto en el suelo como en el aire. Además, es posible agarrar y lanzar a los personajes, lo que da paso a una gran variedad de maneras para atacar.
Las reglas que se pueden utilizar en una partida varían según el juego, pero las dos configuraciones más utilizadas en todos los juegos son Tiempo y Stock. El modo de tiempo utiliza un sistema basado en puntos en el que los combatientes ganan puntos por noquear a sus oponentes y pierden puntos por ser noqueados o autodestruirse (es decir, caerse del escenario por sí mismos). El jugador con la puntuación más alta al final del tiempo límite establecido gana el partido. El modo Stock, también conocido como Survival, utiliza un sistema basado en vidas en el que los jugadores reciben un número determinado de vidas, conocido como stock, y cada combatidor pierde una vida cada vez que es noqueado y queda eliminado si se queda sin vidas. El ganador es el último combatidor en pie una vez que todos los demás combatientes hayan sido eliminados o, si se aplica un límite de tiempo al combate, el combatidor al que le queden más vidas una vez que se acabe el tiempo. En caso de empate, se lleva a cabo un combate de Muerte Súbita. Aquí, cada uno de los combatientes empatados recibe un porcentaje de daño inicial del 300%, lo que hace que sea más fácil lanzarlos fuera del escenario, y el último combatidor en pie será declarado ganador. En algunos juegos este proceso se repite si el partido termina en otro empate.
Las reglas en juegos competitivos de Super Smash Bros. generalmente involucran jugar en el modo Stock con un cronómetro. Los elementos están desactivados y las únicos escenarios legales para el torneo son aquellos que no presentan peligros ni otros elementos disruptivos que puedan dificultar a los jugadores.

## Personajes

### Personajes controlables
Los personajes están listados en orden alfabético.
| Luchador                                       | N64 | Melee | Brawl | Wii U/3DS    | Ultimate      | Serie                 | Compañía                           |
| ---------------------------------------------- | --- | ----- | ----- | ------------ | ------------- | --------------------- | ---------------------------------- |
| Banjo & Kazooie                                | No  | No    | No    | No           | DLC           | Banjo-Kazooie         | Rareware / Xbox Game Studios       |
| Bayonetta                                      | No  | No    | No    | DLC          | Sí            | Bayonetta             | Platinum Games / Sega / Nintendo   |
| Bowser                                         | No  | Sí    | Sí    | Sí           | Sí            | Super Mario           | Nintendo                           |
| Bowsy o Bowser Jr. / Koopalings                | No  | No    | No    | Sí           | Sí            | Super Mario           | Nintendo                           |
| Byleth Chico/Chica                             | No  | No    | No    | No           | DLC           | Fire Emblem           | Intelligent Systems / Nintendo     |
| Captain Falcon                                 | Sí  | Sí    | Sí    | Sí           | Sí            | F-Zero                | Nintendo                           |
| Charizard                                      | No  | No    | Sí    | Sí           | Sí            | Pokémon               | Game Freak / Creatures / Nintendo  |
| Cloud                                          | No  | No    | No    | DLC          | Sí            | Final Fantasy         | Square Enix                        |
| Corrin Chico/Chica                             | No  | No    | No    | DLC          | Sí            | Fire Emblem           | Intelligent Systems / Nintendo     |
| Chrom                                          | No  | No    | No    | No           | Sí            | Fire Emblem           | Intelligent Systems / Nintendo     |
| Pit Sombrío                                    | No  | No    | No    | Sí           | Sí            | Kid Icarus            | Nintendo                           |
| Samus Oscura                                   | No  | No    | No    | No           | Sí            | Metroid               | Nintendo                           |
| Daisy                                          | No  | No    | No    | No           | Sí            | Super Mario           | Nintendo                           |
| Diddy Kong                                     | No  | No    | Sí    | Sí           | Sí            | Donkey Kong           | Nintendo                           |
| Donkey Kong                                    | Sí  | Sí    | Sí    | Sí           | Sí            | Donkey Kong           | Nintendo                           |
| Dr. Mario                                      | No  | Sí    | No    | Sí           | Sí            | Super Mario           | Nintendo                           |
| Duck Hunt                                      | No  | No    | No    | Sí           | Sí            | Duck Hunt             | Nintendo                           |
| Falco                                          | No  | Sí    | Sí    | Sí           | Sí            | Star Fox              | Nintendo                           |
| Fox                                            | Sí  | Sí    | Sí    | Sí           | Sí            | Star Fox              | Nintendo                           |
| Ganondorf                                      | No  | Sí    | Sí    | Sí           | Sí            | The Legend of Zelda   | Nintendo                           |
| Greninja                                       | No  | No    | No    | Sí           | Sí            | Pokémon               | Game Freak / Creatures / Nintendo  |
| Heroe XI, III, IV, VIII                        | No  | No    | No    | No           | DLC           | Dragon Quest          | Square Enix                        |
| Ice Climbers                                   | No  | Sí    | Sí    | No           | Sí            | Ice Climber           | Nintendo                           |
| Ike                                            | No  | No    | Sí    | Sí           | Sí            | Fire Emblem           | Intelligent Systems / Nintendo     |
| Incineroar                                     | No  | No    | No    | No           | Sí            | Pokémon               | Game Freak / Creatures / Nintendo  |
| Inklings Chica/Chico                           | No  | No    | No    | No           | Sí            | Splatoon              | Nintendo                           |
| Canela                                         | No  | No    | No    | No           | Sí            | Animal Crossing       | Nintendo                           |
| Ivysaur                                        | No  | No    | Sí    | No           | Sí            | Pokémon               | Game Freak / Creatures / Nintendo  |
| Jigglypuff                                     | Sí  | Sí    | Sí    | Sí           | Sí            | Pokémon               | Game Freak / Creatures / Nintendo  |
| Joker                                          | No  | No    | No    | No           | DLC           | Persona               | Atlus / Sega                       |
| Kazuya Mishima                                 | No  | No    | No    | No           | DLC           | Tekken                | Bandai Namco                       |
| Ken                                            | No  | No    | No    | No           | Sí            | Street Fighter        | Capcom                             |
| King K. Rool                                   | No  | No    | No    | No           | Sí            | Donkey Kong           | Nintendo                           |
| Rey Dedede                                     | No  | No    | Sí    | Sí           | Sí            | Kirby                 | Hal Laboratory / Nintendo          |
| Kirby                                          | Sí  | Sí    | Sí    | Sí           | Sí            | Kirby                 | Hal Laboratory / Nintendo          |
| Link                                           | Sí  | Sí    | Sí    | Sí           | Sí            | The Legend of Zelda   | Nintendo                           |
| Little Mac                                     | No  | No    | No    | Sí           | Sí            | Punch-Out!!           | Nintendo                           |
| Lucario                                        | No  | No    | Sí    | Sí           | Sí            | Pokémon               | Game Freak / Creatures / Nintendo  |
| Lucas                                          | No  | No    | Sí    | DLC          | Sí            | EarthBound            | APE / Hal Laboratory / Nintendo    |
| Lucina                                         | No  | No    | No    | Sí           | Sí            | Fire Emblem           | Intelligent Systems / Nintendo     |
| Luigi                                          | Sí  | Sí    | Sí    | Sí           | Sí            | Super Mario           | Nintendo                           |
| Mario                                          | Sí  | Sí    | Sí    | Sí           | Sí            | Super Mario           | Nintendo                           |
| Marth                                          | No  | Sí    | Sí    | Sí           | Sí            | Fire Emblem           | Intelligent Systems / Nintendo     |
| Mega Man                                       | No  | No    | No    | Sí           | Sí            | Mega Man              | Capcom                             |
| Meta Knight                                    | No  | No    | Sí    | Sí           | Sí            | Kirby                 | Hal Laboratory / Nintendo          |
| Mewtwo                                         | No  | Sí    | No    | DLC          | Sí            | Pokémon               | Game Freak / Creatures / Nintendo  |
| Mii Peleador                                   | No  | No    | No    | Sí           | Sí            | Mii                   | Nintendo                           |
| Mii Espadachín                                 | No  | No    | No    | Sí           | Sí            | Mii                   | Nintendo                           |
| Mii Tirador                                    | No  | No    | No    | Sí           | Sí            | Mii                   | Nintendo                           |
| Min Min                                        | No  | No    | No    | No           | DLC           | Arms                  | Nintendo                           |
| Mr. Game & Watch                               | No  | Sí    | Sí    | Sí           | Sí            | Game & Watch          | Nintendo                           |
| Mythra                                         | No  | No    | No    | No           | DLC           | Xenoblade             | MONOLITHSOFT / Nintendo            |
| Ness                                           | Sí  | Sí    | Sí    | Sí           | Sí            | EarthBound            | APE / Hal Laboratory / Nintendo    |
| Olimar/Alph (Olimar & Pikmin / Alph & Pikmin)  | No  | No    | Sí No | Sí           | Sí            | Pikmin                | Nintendo                           |
| Pac-Man                                        | No  | No    | No    | Sí           | Sí            | Pac-Man               | Bandai Namco                       |
| Palutena                                       | No  | No    | No    | Sí           | Sí            | Kid Icarus            | Nintendo                           |
| Peach                                          | No  | Sí    | Sí    | Sí           | Sí            | Super Mario           | Nintendo                           |
| Pichu                                          | No  | Sí    | No    | No           | Sí            | Pokémon               | Game Freak / Creatures / Nintendo  |
| Pikachu                                        | Sí  | Sí    | Sí    | Sí           | Sí            | Pokémon               | Game Freak / Creatures / Nintendo  |
| Pit                                            | No  | No    | Sí    | Sí           | Sí            | Kid Icarus            | Nintendo                           |
| Planta piraña                                  | No  | No    | No    | No           | DLC           | Super Mario           | Nintendo                           |
| Pyra                                           | No  | No    | No    | No           | DLC           | Xenoblade             | MONOLITHSOFT / Nintendo            |
| Ridley                                         | No  | No    | No    | No           | Sí            | Metroid               | Nintendo                           |
| Rosalina y Destello                            | No  | No    | No    | Sí           | Sí            | Super Mario           | Nintendo                           |
| Ritcher Belmont                                | No  | No    | No    | No           | Sí            | Castlevania           | Konami                             |
| R.O.B.                                         | No  | No    | Sí    | Sí           | Sí            | Gyromite / Stack-Up   | Nintendo                           |
| Robin Chico/Chica                              | No  | No    | No    | Sí           | Sí            | Fire Emblem           | Intelligent Systems / Nintendo     |
| Roy                                            | No  | Sí    | No    | DLC          | Sí            | Fire Emblem           | Intelligent Systems / Nintendo     |
| Ryu                                            | No  | No    | No    | DLC          | Sí            | Street Fighter        | Capcom                             |
| Samus                                          | Sí  | Sí    | Sí    | Sí           | Sí            | Metroid               | Nintendo                           |
| Sefirot                                        | No  | No    | No    | No           | DLC           | Final Fantasy         | Square Enix                        |
| Sheik                                          | No  | Sí    | Sí    | Sí           | Sí            | The Legend of Zelda   | Nintendo                           |
| Shulk                                          | No  | No    | No    | Sí           | Sí            | Xenoblade             | MONOLITHSOFT / Nintendo            |
| Simon Belmont                                  | No  | No    | No    | No           | Sí            | Castlevania           | Konami                             |
| Snake                                          | No  | No    | Sí    | No           | Sí            | Metal Gear            | Konami                             |
| Sonic                                          | No  | No    | Sí    | Sí           | Sí            | Sonic the Hedgehog    | Sega                               |
| Sora                                           | No  | No    | No    | No           | DLC           | Kingdom Hearts        | Disney / Square Enix               |
| Steve / Alex / Zombi / Enderman                | No  | No    | No    | No           | DLC           | Minecraft             | Mojang Studios / Xbox Game Studios |
| Squirtle                                       | No  | No    | Sí    | No           | Sí            | Pokémon               | Game Freak / Creatures / Nintendo  |
| Terry Bogard                                   | No  | No    | No    | No           | DLC           | Fatal Fury            | SNK                                |
| Toon Link                                      | No  | No    | Sí    | Sí           | Sí            | The Legend of Zelda   | Nintendo                           |
| Aldeano / Aldeana                              | No  | No    | No    | Sí           | Sí            | Animal Crossing       | Nintendo                           |
| Wario                                          | No  | No    | Sí    | Sí           | Sí            | WarioWare/Super Mario | Nintendo                           |
| Entrenadora de Wii Fit / Entrenador de Wii Fit | No  | No    | No    | Sí           | Sí            | Wii Fit               | Nintendo                           |
| Wolf                                           | No  | No    | Sí    | No           | Sí            | Star Fox              | Nintendo                           |
| Yoshi                                          | Sí  | Sí    | Sí    | Sí           | Sí            | Yoshi / Super Mario   | Nintendo                           |
| Link Niño                                      | No  | Sí    | No    | No           | Sí            | The Legend of Zelda   | Nintendo                           |
| Zelda                                          | No  | Sí    | Sí    | Sí           | Sí            | The Legend of Zelda   | Nintendo                           |
| Samus Zero                                     | No  | No    | Sí    | Sí           | Sí            | Metroid               | Nintendo                           |
| Total                                          | 12  | 26    | 40    | 51 + 7 (DLC) | 77 + 15 (DLC) |                       |                                    |

Notas

### Personajes no jugables
Los siguientes personajes son personajes no jugables que aparecen solamente en los distintos modos de un jugador a lo largo de la saga, siendo controlados por la computadora. La mayoría de los personajes no jugables fueron creados para su uso en la saga Super Smash Bros., aunque algunos de ellos, como los Goombas, provienen de otras franquicias.

#### Jefes
A lo largo de la saga Super Smash Bros., la mayor parte de los modos para un jugador incluyen distintos jefes. Estos jefes tienen generalmente un número de características que les dan ventaja, como una extrema resistencia a ser empujados fuera del escenario. La mayoría de estos jefes fueron creados específicamente para la franquicia Super Smash Bros., aunque algunos han hecho apariciones en otros juegos.Algunos de estos son: Master Hand, Crazy Hand, Tabuu, etc.

##### Master Hand y Crazy Hand
Master Hand (マスターハンド Masutā Hando?) aparece en los cinco juegos de la saga como el jefe final del modo Classic y, en Super Smash Bros. Melee, del Evento número 50, llamado «Encuentro: Destino Final», en Brawl, aparte de luchar con él en el modo clásico, se puede pelear con él en el modo "Jefes Finales" y en Super Smash Bros. Wii U se puede luchar con él en "Retos a la Carta". En Melee, es jugable gracias a un fallo de programación. Además, en Ultimate es jugable de forma limitada pero sin necesidad de glitches en el modo Historia. Super Smash Bros. Melee introdujo a la saga a la hermana izquierda de Master Hand, llamada Crazy Hand (クレイジーハンド Kureijī Hando?), la que aparece en conjunto con Master Hand en algunas situaciones, pero en Brawl y la versión de Wii U se puede luchar con Crazy Hand de manera independiente en jefes finales y retos a la carta, respectivamente. Master Hand también hace distintas apariciones en Kirby & the Amazing Mirror como un minijefe, y en conjunto con Crazy Hand como los jefes de Candy Constellation,y si este es tragado por Kirby obtiene las habilidades que tiene en Smash Bros. 64. También hace una aparición en Kirby y el laberinto de los espejos  como una mano gris que puede cambiar su apariencia para formar espadas, entre otras cosas.
Master Hand y Crazy Hand se ven exactamente iguales, sin tomar en cuenta su lateralidad, pero los dedos de Crazy Hand actúan de una manera más errática y caótica. Mientras Master Hand es más relajada y madura, Crazy Hand es impulsiva y destructora y sus dedos se mueven de manera distinta cuando se está preparando para un ataque. Sus ataques son más salvajes y rápidos que los de Master Hand. Cuando se lucha contra ellas dos simultáneamente, Crazy Hand y Master Hand son capaces de ejecutar movimientos en conjunto, incluyendo una serie de aplausos y las dos manos cerrándose para golpear con sus puños, además, hacen movimientos muy estratégicos, por ejemplo, Crazy Hand camina con sus dedos y Master Hand lanza un puñetazo, muy peligroso si no se esquiva.
En el modo historia de Super Smash Bros Ultimate, aparecen varias copias de Master Hand que están aliados con el villano Lumina, así también hay varias copias de Crazy Hand, pero como aliados del otro villano, Lugubra.

##### Master Core
Es una transformación que tiene Master Hand en Super Smash Bros. para Nintendo 3DS y Wii U, después de quitarle algo de energía a Master Hand y Crazy Hand, Crazy Hand desaparece y de Master Hand sale bruma negra que toma variadas formas según la dificultad, Master Giant, con la forma de un gran humanoide con una grieta en la cabeza, Master Beast, un cuadrúpedo con dientes filosos, Master Edges, una combinación de cuatro dagas y un gran sable, Master Shadow, una imitación más grande y fuerte que el peleador controlado, Master Fortress (solo en Wii U), un gran laberinto con muchos enemigos y obstáculos, se deben destruir los cinco núcleos en su interior, es tan grande que supera los escenarios de juego, no aparece esta forma en modo multijugador, la última forma es la de un orbe al que hay que sacar del escenario para ganar, si recibe mucho daño y no es sacado del escenario, levita y lanza un gran impacto muy potente para luego autodestruirse, aparece en el modo clásico a partir del 5.1 de dificultad.

##### Giga Bowser
Giga Bowser, personaje presentado por primera vez en Melee y conocido en Japón como Giga Koopa (ギガクッパ Giga Kuppa?), es una forma mejorada y gigantesca de Bowser. Él es el jefe final secreto del modo Adventure de Melee, apareciendo únicamente bajo ciertas circunstancias. Él es también uno de los luchadores en el último evento de Melee, «Destino Partida Final», donde pelea junto a Mewtwo y Ganondorf. Giga Bowser tiene diferentes habilidades que el Bowser normal no tiene. Es tan grande que se vuelve inmune a los agarres y similares técnicas. Giga Bowser se vuelve un personaje controlable por un corto período en Super Smash Bros. Brawl. Cuando Bowser realiza su «Smash Final», Bowser se transforma en Giga Bowser, y es casi invencible desde distancia hasta que el efecto se desvanece, y en Super Smash Bros Ultimate, en el smash final de Bowser, se transforma en Giga Bowser, apareciendo en el fondo del escenario lanzando un puñetazo superpotente que lanza el oponente fuera del escenario. El jefe reaparece como el primero en Super Smash Bros Ultimate.

##### Tabuu
Tabuu (タブー Tabū?) es un ser con forma de humano quien cumple el papel de antagonista principal del modo aventura de Super Smash Bros. Brawl, El Emisario Subespacial. Cerca del final de El Emisario Subespacial se revela que Tabuu es el ser que controla a Master Hand y el verdadero antagonista detrás de los eventos de la historia. Tanto Master Hand como Ganondorf intentan detenerlo, pero son derrotados.

##### Lúmina y Lúgubra
Son dos villanos de polos opuestos que aparecen en el modo aventura de Super Smash Bros Ultimate, El Mundo de las Estrellas Perdidas. Lúmina es un ser con forma de luz rodeado de varios pares de alas de movimientos raros. Él planea crear un mundo nuevo. Y, con la ayuda de los Master Hands, crea un conjunto de luces que desintegra a todos los personajes. Lúgubra es un ojo rodeado de "tentáculos" negros, y representa la oscuridad. El final del Modo Historia varía dependiendo de con quien de los dos luchas como jefe final.

##### Otros jefes
Además de Master Hand, Super Smash Bros. también introdujo a la saga a Metal Mario (quien proviene originalmente de Super Mario 64) y a Giant Donkey Kong, quienes son versiones mejoradas de sus personajes respectivos. Metal Mario es simplemente una versión metálica de Mario con una mayor resistencia a ser sacado del escenario, como también con una mayor velocidad de caída y poder de ataque, mientras que Giant Donkey Kong es una versión más grande y poderosa de Donkey Kong. Ambos personajes reaparecen en el modo Adventure de Super Smash Bros. Melee, en conjunto con Metal Luigi y dos versiones pequeñas de Donkey Kong. Sin embargo, debido a los objetos presentados en Melee (la Caja de Metal, el Champiñón Gigante y el Champiñón Venenoso, específicamente), todos estos personajes aparentemente no-controlables (incluyendo a los personajes mejorados que eran jefes no-controlables en el primer juego) son, de hecho, controlables por un corto período, puesto que los objetos anteriormente mencionados permiten a los personajes volverse metálicos, gigantes o pequeños, respectivamente. De todas formas en el Brawl hay un modo llamado Special Brawl en el que se puede cambiar algunas condiciones de la batalla, entre ellas que los personajes sean de metal o sean de mayor o menor tamaño de lo normal.
Dark Link, una forma completamente negra de Link, hace su aparición en Melee, Brawl y Super Smash Bros. for 3DS y Wii U como jefe de evento, además, aparece como un traje de Link.
El modo aventura de Super Smash Bros. Brawl (El Emisario Subespacial) también presenta otros jefes. Algunos de estos jefes, como Floro Piraña y Rayquaza, son personajes tomados de otras franquicias (de Super Mario Bros. y Pokémon respectivamente). También se presentan tres jefes originales: el antes mencionado Tabuu, Galleom (ガレオム Gareomu?) y Duon (デュオン Dyuon?). Galleom es un cyborg gigante con el cual se debe pelear dos veces en El Emisario Subespacial. Normalmente ataca con sus puños y su cuerpo, pero también puede lanzar misiles y transformarse en un tanque. Reaparece en Super smash bros ultimate. Duon es un robot gigante que tiene dos cuerpos superiores colocados sobre una rueda. Su lado color rosa utiliza muchos ataques de proyectiles, mientras que su lado color azul utiliza predominantemente las cuchillas en sus brazos y su cabeza.
En Super Smash Bros. for Nintendo 3DS y Super Smash Bros. for Wii U, se presenta a nuevos jefes incluidos en los escenarios Caco Gazapo de Mario, Cara Metálica de Xenoblade Chronicles y Yellow Devil de Mega Man, además de Master Core. Y en el quinto juego se agregan a los jefes Ganon de The legend of Zelda: Ocarina of time y a Marx de Kirby Super Stars, además de la inclusión de Rathalos de la franquicia Monster Hunter y Drácula, proveniente de Castlevania, y el regreso de Giga Bowser y Galleom de juegos anteriores.

#### Otros personajes
Además de los jefes, otros personajes no jugables pueden ser encontrados en ciertos modos de un jugador.
El Fighting Polygon Team (謎のザコ敵軍団 Nazo no Zako Teki Gundan?, Misteriosa y Pequeña Armada Enemiga) está compuesto por seres morados con apariencia metálica y hechos completamente de polígonos, los que aparentemente son clones de los personajes controlables de Super Smash Bros. El antepenúltimo nivel del juego contiene 30 de estos personajes. Ellos utilizan modelos casi perfectos de sus contrapartes, con pequeños cambios en su anatomía y con una textura morada.
- En Super Smash Bros. el primer equipo es llamado Fighting Polygon Team, y sus componentes están hechos mediante modelos poligonales morados de los personajes jugables del plantel. Utilizan modelos corporales casi perfectos y la mayoría de los mismos ataques que usan sus homólogos normales. 30 de estos personajes aparecen en la penúltima fase del modo para un jugador del juego, aunque en la fase bonus "Race to the Finish", que precede a la anterior, se pueden ver algunos.

- En Super Smash Bros. Melee, los Fighting Polygons fueron reemplazados por los Fighting Wire Frames (謎のザコ敵軍団 Nazo no Zako Teki Gundan?). Al contrario de sus formas del juego original, existen solamente dos tipos de Fighting Wire Frames (macho y hembra), en vez de polígonos correspondientes a cada personaje individual. La única característica distintiva que tienen los Fighting Wire Frames es que, tanto los machos como las hembras, tienen un corazón dentro de su pecho, y el símbolo Super Smash Bros. donde debiera estar su cara. Los Wire Frames machos y hembras tienen la misma apariencia de Captain Falcon y Zelda, respectivamente, y ambos modelos carecen de movimientos especiales.

- En Super Smash Bros. Brawl los Fighting Wire Frames son a su vez reemplazados por el Equipo Aleado (謎のザコ敵軍団 Nazo no Zako Teki Gundan?). Este equipo consiste de cuatro distintos tipos de miembros: Aleado Rojo, Aleado Azul, Aleado Amarillo y Aleado Verde. Los movimientos y el cuerpo del Aleado Rojo están basados en Captain Falcon (quien es un personaje secreto), los del Aleado Azul están basados en Zelda (aunque la anatomía podría pensarse que es la de Sheik, dado que Zelda usa vestido), los del Aleado Amarillo están basados en Mario y los del Aleado Verde están basados en Kirby.Los Aleados Rojos y Azules podrían ser una repetición de los Fighting Wire Frames dado que están basados en los mismos personajes (Captain Falcon: Holograma Macho y Aleado Rojo, Zelda: Holograma Hembra y Aleado Azul). Los Aleados carecen de movimientos especiales. Sus cuerpos son metálicos y están hechos en dos partes, cuerpo superior e inferior, que a su vez están conectadas por una esfera mallada. En lugar de caras, manos y talones se encuentran esferas de luz blanca brillantes.[44]

- A partir de Super Smash Bros. para Nintendo 3DS y Wii U El equipo aleado es reemplazado por el Equipo Mii (Fighting Mii Team en inglés). Están en 3 grupos: Tirador Mii, Peleador o karateca Mii y Espadachín Mii. Tienen las caras de los Mii del editor de Mii y trajes con la palabra Mii, estos están basados en las habilidades de luchador Mii, los espadachines tienen espadas, los peleadores o karatecas pelean con puños y los tiradores con armas de fuego. Carecen de movimientos especiales y son fáciles de noquear (a excepción si estás en asalto intrépido o cruel smash).

En conjunto con el modo Adventure de Melee vino la inclusión de enemigos menores, como Goombas de la saga Mario y Octoroks de la saga The Legend of Zelda. Esto es así también en Super Smash Bros. Brawl, el que además incluye a un grupo de personajes originales que hacen el papel de personajes no-controlables dirigidos por el «Ejército Subespacial».
Los miembros del Ejército Subespacial (亜空軍 Akūgun?) son los antagonistas de Super Smash Bros. Brawl, haciendo aparición en El Emisario Subespacial y siendo dirigidos por el Ministro Antiguo (エインシャント卿 Einshanto Kei?). Su objetivo es enviar al mundo entero al subespacio parte por parte, utilizando unas máquinas denominadas bombas subespaciales (detonadas con la ayuda de dos R.O.B.s). Entre los miembros de su ejército están los Prímidos (プリム Purimu?). Estos son la principal fuerza ofensiva del Ejército Subespacial. Se dice que vienen en distintas formas para pelear. Los Prímidos pueden ser vistos formándose a partir de unas esporas llamadas Peste Violeta (Shadow Bugs) originados de Mr. Game & Watch, que se unen entre sí. Una gran variedad de enemigos existen a su vez; además de un escuadrón de R.O.B.s, entre los enemigos originales se incluyen los Bytans (バイタン Baitan?), pequeños enemigos esféricos con capacidades de autorreplicación, los Greaps (ギラーン Girān?), grandes figuras robóticas que atacan con dos enormes navajas, y los Trowlons (ファウロン Fauron?), enemigos con brazos en forma de paleta que atacan levantando a sus oponentes, entre muchos otros.
El saco de arena (サンドバッグくん Sandbag-kun?) (Sandbag en inglés) aparece en el minijuego El rey del jonrón o Béisbol Smash en Super Smash Bros. Melee y Super Smash Bros. Brawl. El nombre en japonés significa «saco de boxeo». El objetivo es empujarlo lo más lejos posible, ya sea mediante el uso de un Bate de Béisbol o un movimiento de pelea. El único propósito del Saco de Arena es ser golpeado en el Béisbol Smash/ Rey del Jonrón. Ser golpeado todo el tiempo no le molesta; de hecho, le encanta ver a los jugadores preparando sus ataques y lanzándolo lo más lejos posible, de acuerdo con la descripción de su trofeo. Durante el desafío del Rey del jonrón/Béisbol Smash, un jugador debe usar su personaje seleccionado para empujar al Saco de Arena fuera del pedestal en el que descansa en un tiempo de diez segundos. Los jugadores dañan al Saco de Arena la mayor cantidad posible mientras se mantienen dentro de la plataforma naranja, con el fin de enviarlo a volar más lejos. Además, a los jugadores se les proporciona un bate de béisbol para poder golpearlo. En Brawl, el Béisbol Smash/Rey del jonrón también contiene modos de dos jugadores, capacidad para jugar en línea y un escudo que le impide al Saco de Arena salir de la plataforma mientras está siendo golpeado (aunque terminará por romperse si se le da demasiados golpes). Mientras un encuentro en línea se encuentra cargando, los jugadores pueden entretenerse atacando al Saco de Arena. El Saco de Arena también aparece aleatoriamente como un objeto que hace aparecer otros objetos al ser golpeado en otros modos de Brawl.

#### Personajes "Extra"
Hay varios personajes que, cambiándole el color de su traje, tienen muchas características de otros personajes, pero siguen bajo el nombre de su personaje principal (algunos solo disponibles en Super Smash Bros Brawl), estos son:
- De Lucas.- Cambiándole el traje a Lucas, se puede ver entre sus trajes uno muy similar a su hermano gemelo, Claus.
- De Peach.- Cuando se le cambia el color a su traje, aparece una morena (color de cabello) con vestido naranja, haciendo alusión a Daisy. También tiene su traje cuando agarra una flor de fuego y otro de bodas.
- De Luigi.- Al cambiarle el color de su vestimenta, hay un traje muy similar a Waluigi, además tiene el color de su versión en Super Mario Bros. (Verde, blanco, piel morena y guantes del color de su piel) al igual que en el NES, en Brawl este traje es remplazado por el de Fire Luigi y además en este mismo juego aparece una vestimenta como la de Mario, pero con tonos más claros.
- De Samus.- Cuando le cambias el color a su traje, se puede ver un Samus con las características de diversas armaduras como el Traje Climático, el Traje Fusión, el Traje Gravitatorio, el Traje Oscuro, el Traje VariaSamus Traje Luz, incluso, hubo una versión casi idéntica a Samus Oscura, antes de que este personaje diera su aparición.
- De Samus Zero.-Ella no tiene su antiguo aspecto de algunos juegos de Metroid como en Zero Mission pero dos de sus trajes son dos de sus bikinis naranja y azul aparecen en Metroid Mission y Metroid Zero Mission conservando las pulseras y tacones,también su altenativo traje rojo representa su apariencia de Metroid para NES. Otro de sus trajes alternativos es uno azul oscuro de su apariencia de Metroid Prime 2: Echoes.
- De Yoshi.- Su paleta de colores incluye a Yoshis de varios colores: verde, rojo, azul, amarillo, rosa, celeste, púrpura y negro, este último siendo reemplazado por un Yoshi de lana basado en su apariencia de Yoshi's Crafted World.
- De Link.- En un traje alternativo de Link, se aparece Dark Link exactamente con sus rasgos (Twilight Princess), solo que esta versión esta un poco más colorida (Color, ojos, traje, etc) en el Brawl. Además puede obtener los colores de los otros tres Links de Four Swords en todos los Super Smash Bros.
- De Toon Link.- Al igual que Link, se cambia el traje a Dark Toon Link, además tiene otro traje con los colores del Link original (Juegos del NES). Y tiene otros 3 trajes restantes de colores azul, morado y rojo, haciendo alusión a los Links de The Legend of Zelda: Four Swords Adventures.
- De Zelda.- Un traje alternativo de Zelda en Super Smash Bros. Brawl es el modelo clásico de la Zelda rubia vestida de rosa que aparece en juegos como The Legend of Zelda: Ocarina of Time.
- De Mario.- Al cambiarle el color se puede apreciar unas grandes similitudes con Wario y Waluigi, al igual que Luigi también tiene la vestimenta de Fire Mario, y también tiene los colores del juego Mario Bros. (Rojo y azul como Mario y verde con café como Luigi). También posee trajes como el de constructor de Super Mario Maker, o el traje de bodas de Super Mario Odyssey.
- De Wario.- Al cambiarle la ropa y el color se puede ver una similitud a Mario estilo clásico (Donkey Kong y Super Mario Bros. en su versión en Super Mario All-Stars). Su característica principal es que tiene una mitad de trajes de Wario Ware y la otra mitad de trajes de Wario Land.
- De Captain Falcon.- Cambiándole el color se puede ver a Captain Falcon en un traje similar al del piloto Blood Falcon, quien es un clon de Captain Falcon, a la vez que también tiene trajes similares a otros pilotos de F-Zero, como lo son Jody Summer, Pico, Beastman,Dr. Stewart y Rick Wheeler.
- De Pit.- Al cambiarle de color se puede apreciar una vestimenta muy parecida a Pit Sombrío, aunque entonces Kid Icarus: Uprising no existía todavía y él recién hace su primera aparición en este juego. Otro de sus trajes es parecido a Cupido, el dios del amor, del cual fue inspirado.
- De Pit Sombrío: Un traje alternativo es igual a Pit, solo que con las alas blancas.
- De Fox: Un traje alternativo es igual al diseño de su rival, Wolf. Otros trajes se basan en personajes como Peppy Hare o Slippy Toad.
- De Falco: Tiene un traje idéntico al que usó en Star Fox: Assault. Y al igual que Fox, hay otros trajes basados en Peppy o Slippy.
- De Wolf: Uno de sus trajes recuerda a su nave, el Wolfen. Otros dos trajes son similares a Andrew Oinkoinki y Pigma Dengar.
- De Donkey Kong: Un traje alternativo es igual al de Super Kong, que es superguía en Donkey Kong Country Returns y hay un color que lo aparenta como si fuese un yeti.
- De Diddy Kong: Un traje alternativo igual al de su novia Dixie Kong, con un tono de pelo más claro y ropa de color rosado.
- De Snake: Varios trajes alternativos que hacen referencia a los de MGS3, unos de ellos es de Revolver Ocelot de MGS2
- De Bowsy: Los Koopalings aparecen como skins alternativos de Bowser Jr, aunque sus habilidades no cambian. Bowsy es el único personaje en tener skins de otros personajes de su misma especie, de un mismo juego.
- De Bowser: Un traje alternativo recuerda a Bowsitos, su versión esquelética. Hay otro que recuerda a Morton Koopa Jr., uno de los Koopalings. Incluso existe uno que recuerda a Fake Bowser.
- De Olimar: Alph aparece como skin alternativo, pero sus habilidades no cambian.
- De Little Mac: 8 trajes alternativos son iguales a los de little Mac pero con su aspecto de fantasma verde que aparece en la versión de Arcade de Super Punch Out!
- De Mega Man: Varios trajes hacen alusión a los poderes que obtiene en los juegos.
- De Bayonetta: Uno de sus trajes que tiene el pelo blanco y traje rojo hace alusión a Jeanne, personaje importante dentro de su saga. Ciertos trajes son de sus apariciones en los primeros dos juegos.
- De los Inklings y el Aldeano: Sus trajes son versiones alternativas de personajes similares a cómo son en su juego.
- De Meta Knight: tiene un traje alternativo con la apariencia de Galacta Knight y otro con la apariencia de Dark Meta Knight.
- De Little Mac: tiene un traje alternativo de su apariencia de Super Punch-Out!! con pelo rubio, shorts azules y zapatos rojos;conservando la misma franela negra.
- De Shulk: los diferentes colores de vestimenta hacen referencia a sus amigos (del videojuego Xenoblade Chronicles)
- De Entrenador Pokémon, Entrenadora de Wii Fit, Robin, Corrin y Byleth: tienen sus versiones en masculino y femenino.
- De Ridley: tiene dos trajes alternativos que recuerdan a su versión cibernética, Meta Ridley.
- De Héroe: son 4 personajes protagonistas de distintos títulos de la franquicia de Dragon Quest.
- De Ike: Uno de sus trajes es similar al de su padre, Greil, basado en su apariencia en Path of Radiance.
- De Marth: Sus trajes son parecidos a las unidades aliadas, enemigas o neutrales de Fire Emblem, hay incluso uno que recuerda a Roy.
- De Lucina: Solo cambia el color de su cabello, haciendo referencia a diversos personajes femeninos de Fire Emblem.
- De Palutena: Uno de sus trajes recuerda a Viridi.
- Del Dúo Duck Hunt: Sus trajes son de distintas razas de perros y especies de patos.
- De Pikachu: Dos de sus trajes alternativos tienen cola con forma de corazón, haciendo referencia a la Pikachu femenina. Al igual que el resto de sus trajes, tienen un atuendo, algunos que recuerdan a los entrenadores Pokémon.
- De Incineroar: Uno de sus trajes es similar a su preevolución, Litten.
- De Lucario: Existe uno de sus trajes que comparte similitud con su preevolución, Riolu. Otro de sus trajes recuerda a su apariencia en el anime.
- De Jigglypuff: Cada uno de sus trajes tiene un adorno en su cabeza, desde un moño, hasta un sombrero, pasando por una flor, todos ellos recuerdan a los entrenadores y a otros personajes de Pokémon. Incluso hay uno con el gorro de dormir de Kirby.
- De Kirby: Muchos de sus trajes son de distinto color, recordando a Keeby, Kirby Rayo, Kirby Erizo, Kirby Fuego, Kirby Hielo, Kirby Plasma y Meta Knight desenmascarado.
- De Byleth: Debido a que el personaje es originalmente un avatar; sus trajes varían tanto para el género masculino como femenino, aparte de ello; cada una de sus variaciones también se basan en diferentes personajes, como los primeros tres basados en los líderes de las casas titulares de Fire Emblem: Three Houses; Dimitri, Edelgard y Claude. La cuarta variante se basa en Sothis; una deidad caracterizado en una enigmática niña que aparece en los sueños del avatar.
- De Steve: Cambia su apariencia entre Steve y Alex, los avatares predeterminados masculino y femenino de Minecraft, además de una skin de Zombi y otra de Enderman.

## Escenarios
Asimismo como sus personajes, Super Smash Bros basa sus escenarios en las diferentes franquicias del universo de Nintendo, interactuando con los personajes a modo de Hazards, o muchas veces a modo de Power-ups. Contribuyendo en gran medida al resultado final de la batalla. En Super Smash Bros para Wii U/3DS, se implementaron los "Escenarios Omega", que eran versiones de los escenarios, con el Sprite del veterano mundo Destino Final, que es considerado por muchos el nivel más equilibrado para luchar. Aquí la lista de los diferentes escenarios:
| Escenario                                  | 64 | Melee | Brawl | 3DS | Wii U | Ultimate | Serie                |
| ------------------------------------------ | -- | ----- | ----- | --- | ----- | -------- | -------------------- |
| Campo de Batalla                           | No | Sí    | Sí    | Sí  | Sí    | Sí       | Super Smash Bros.    |
| Destino Final                              | No | Sí    | Sí    | Sí  | Sí    | Sí       | Super Smash Bros.    |
| Castillo de Peach                          | Sí | No    | No    | Sí* | Sí*   | Sí       | Mario                |
| Selva Kongo                                | Sí | Sí    | No    | No  | Sí    | Sí       | Donkey Kong Country  |
| Castillo Hyrule                            | Sí | No    | No    | Sí* | Sí*   | Sí       | The Legend of Zelda  |
| Planeta Zebes                              | Sí | No    | No    | No  | No    | No       | Metroid              |
| Isla de Yoshi                              | Sí | Sí    | Sí    | Sí  | No    | Sí       | Yoshi                |
| Dream Land                                 | Sí | Sí    | No    | Sí* | Sí*   | Sí       | Kirby                |
| Sector Z                                   | Sí | No    | No    | No  | No    | No       | Star Fox.            |
| Ciudad Azafrán                             | Sí | No    | No    | No  | No    | Sí       | Pokémon              |
| Reino Champiñón                            | Sí | No    | No    | No  | Sí    | Sí       | Mario                |
| Castillo de la Princesa Peach              | No | Sí    | No    | No  | Sí    | Sí       | Mario                |
| Paseo Arco Iris                            | No | Sí    | Sí    | No  | No    | Sí       | Mario                |
| Selva Kongo (cascada)                      | No | No    | No    | No  | Sí    | Sí       | Donkey Kong Country  |
| Jungla Jocosa                              | No | No    | Sí    | Sí  | No    | No       | Donkey Kong Country  |
| Reino Champiñón                            | No | Sí    | No    | No  | No    | No       | Mario                |
| Isla de Yoshi (Super Mario World)          | No | Sí    | Sí    | No  | Sí    | Sí       | Mario                |
| Árbol de la Superfelicidad (Yoshi's Story) | No | Sí    | No    | No  | No    | Sí       | Yoshi                |
| Templo                                     | No | Sí    | Sí    | Sí  | Sí    | Sí       | The Legend of Zelda  |
| Gran Bahía                                 | No | No    | No    | No  | Sí    | Sí       | The Legend of Zelda  |
| Praderas Verdes                            | No | Sí    | No    | No  | No    | Sí       | Kirby                |
| Fuente de los sueños                       | No | Sí    | No    | No  | No    | Sí       | Kirby                |
| Estadio Pokémon                            | No | Sí    | Sí    | No  | No    | Sí       | Pokémon              |
| Brinstar                                   | No | Sí    | Sí    | Sí  | No    | Sí       | Metroid              |
| Corneria                                   | No | Sí    | Sí    | Sí  | No    | Sí       | Star Fox             |
| Venom                                      | No | Sí    | No    | No  | No    | Sí       | Star Fox             |
| Mute city                                  | No | Sí    | No    | No  | No    | No       | F-Zero               |
| Onett                                      | No | Sí    | Sí    | No  | Sí    | Sí       | Earthbound           |
| Montaña Carámbano                          | No | Sí    | No    | No  | No    | No       | Ice Climbers         |
| Reino Champiñón 2                          | No | No    | Sí    | No  | No    | Sí       | Mario                |
| Poke Globos                                | No | Sí    | No    | No  | No    | No       | Pokémon              |
| Abismo de Brinstar                         | No | Sí    | No    | No  | No    | Sí       | Metroid              |
| Big Blue                                   | No | Sí    | Sí    | No  | No    | Sí       | F-Zero               |
| Fourside                                   | No | Sí    | No    | No  | No    | Sí       | Earthbound           |
| Zona Extraplana                            | No | Sí    | No    | No  | No    | No       | Game & Watch         |
| Castello Asediado                          | No | No    | Sí    | No  | Sí    | Sí       | Fire Emblem          |
| Circuito Mario                             | No | No    | Sí    | No  | Sí    | Sí       | Mario Kart           |
| Plaza Delfino                              | No | No    | Sí    | No  | Sí    | Sí       | Mario                |
| Fragata Orpheon                            | No | No    | Sí    | No  | No    | Sí       | Metroid              |
| Gran Puente de Eldin                       | No | No    | Sí    | No  | Sí    | Sí       | The Legend of Zelda  |
| Hal Abarda                                 | No | No    | Sí    | No  | Sí    | Sí       | Kirby                |
| Shadow Moses                               | No | No    | Sí    | No  | No    | Sí       | Metal Gear           |
| Cúspide                                    | No | No    | Sí    | No  | No    | Sí       | Ice Climbers         |
| New Pork City                              | No | No    | Sí    | No  | No    | Sí       | Earthbound           |
| PictoChat                                  | No | No    | Sí    | No  | No    | No       | Nintendo DS          |
| Estadio Pokémon 2                          | No | No    | Sí    | No  | Sí    | Sí       | Pokémon              |
| Ciudad Puerto: Buceo Aéreo                 | No | No    | Sí    | No  | Sí    | Sí       | F-Zero               |
| Smashville                                 | No | No    | Sí    | No  | Sí    | Sí       | Animal Crossing      |
| Templo del Cielo                           | No | No    | Sí    | No  | Sí    | Sí       | Kid Icarus           |
| Sistema Lylat                              | No | No    | Sí    | No  | Sí    | Sí       | Star Fox             |
| WarioWare Inc.                             | No | No    | Sí    | Sí  | No    | Sí       | WarioWare            |
| 75 M                                       | No | No    | Sí    | No  | Sí    | Sí       | Donkey Kong          |
| Barco Pirata                               | No | No    | Sí    | No  | Sí*   | Sí       | The Legend of Zelda  |
| Columna Lanza                              | No | No    | Sí    | No  | No    | Sí       | Pokémon              |
| Norfair                                    | No | No    | Sí    | No  | Sí    | Sí       | Metroid              |
| Green Hill Zone                            | No | No    | Sí    | Sí  | No    | Sí       | Sonic the Hedgehog   |
| Planeta Remoto                             | No | No    | Sí    | Sí  | No    | Sí       | Pikmin               |
| Mansión de Luigi                           | No | No    | Sí    | No  | Sí    | Sí       | Luigi's Mansion      |
| Mario Bros.                                | No | No    | Sí    | No  | No    | Sí       | Mario                |
| Reino Champiñónico                         | No | No    | Sí    | Sí  | No    | Sí       | Mario                |
| Zona Extraplana 2                          | No | No    | Sí    | No  | No    | No       | Game & Watch         |
| Hanenbow                                   | No | No    | Sí    | No  | No    | Sí       | Electroplankton      |
| Cuadrilátero                               | No | No    | No    | Sí  | Sí    | Sí       | Punch-Out!!          |
| Castillo del Dr. Willy                     | No | No    | No    | Sí  | Sí    | Sí       | Mega Man             |
| Llanuras de Gaur                           | No | No    | No    | Sí  | Sí    | Sí       | Xenoblade Chronicles |
| Duck Hunt                                  | No | No    | No    | Sí  | Sí    | Sí       | Duck Hunt            |
| Suzaku Castle                              | No | No    | No    | Sí* | Sí*   | Sí       | Street Fighter       |
| Gran Campo de Batalla                      | No | No    | No    | No  | Sí    | Sí       | Super Smash Bros.    |
| Coliseo                                    | No | No    | No    | No  | Sí    | Sí       | Fire Emblem          |
| GAMER                                      | No | No    | No    | No  | Sí    | Sí       | Game & Wario         |
| Vergel de la Esperanza                     | No | No    | No    | No  | Sí    | Sí       | Pikmin               |
| Jungla Escandalosa                         | No | No    | No    | No  | Sí    | No       | Donkey Kong Country  |
| Liga Pokémon de Kalos                      | No | No    | No    | No  | Sí    | Sí       | Pokémon              |
| Circuito Mario (Mario Kart 8)              | No | No    | No    | No  | Sí    | Sí       | Mario Kart           |
| Mario Galaxy                               | No | No    | No    | No  | Sí    | Sí       | Mario                |
| Reino Champiñón U                          | No | No    | No    | No  | Sí    | Sí       | Mario                |
| Estación Espacial                          | No | No    | No    | No  | Sí    | No       | Star Fox             |
| Pac-Land                                   | No | No    | No    | No  | Sí    | Sí       | Pac-Man              |
| Templo de Palutena                         | No | No    | No    | No  | Sí    | Sí       | Kid Icarus           |
| Pilotwings                                 | No | No    | No    | No  | Sí    | Sí       | Pilotwings           |
| Pirósfera                                  | No | No    | No    | No  | Sí    | No       | Metroid              |
| El Gran Ataque de las Cavernas             | No | No    | No    | No  | Sí    | Sí       | Kirby                |
| Sobrevolando el pueblo                     | No | No    | No    | No  | Sí    | Sí       | Animal Crossing      |
| Windy Hill Zone                            | No | No    | No    | Sí  | Sí    | Sí       | Sonic the Hedgehog   |
| Sala de Wii Fit                            | No | No    | No    | No  | Sí    | Sí       | Wii Fit              |
| Wrecking Crew                              | No | No    | No    | No  | Sí    | Sí       | Wrecking Crew        |
| Islas Wuhu                                 | No | No    | No    | Sí  | Sí    | Sí       | Wii Sports           |
| Yoshi's Wooly World                        | No | No    | No    | No  | Sí    | No       | Yoshi                |
| Mario Maker                                | No | No    | No    | Sí* | Sí*   | Sí       | Mario                |
| Zona Extraplana X                          | No | No    | No    | Sí  | No    | Sí       | Game & Watch         |
| Gerudo Valley                              | No | No    | No    | Sí  | No    | Sí       | The Legend of Zelda  |
| Tren de los Dioses                         | No | No    | No    | Sí  | No    | Sí       | The Legend of Zelda  |
| Casa Rural                                 | No | No    | No    | Sí  | No    | Sí       | Nintendogs           |
| Rescate Mii                                | No | No    | No    | Sí  | No    | Sí       | Mii                  |
| Coliseo de Regina Ferox                    | No | No    | No    | Sí  | No    | Sí       | Fire Emblem          |
| Super Mario 3D Land                        | No | No    | No    | Sí  | No    | Sí       | Mario                |
| Bosque Génesis                             | No | No    | No    | Sí  | No    | Sí       | Kid Icarus           |
| Isla Tortimer                              | No | No    | No    | Sí  | No    | Sí       | Animal Crossing      |
| Senda Arco Iris                            | No | No    | No    | Sí  | No    | No       | Mario Kart           |
| Torre Prisma                               | No | No    | No    | Sí  | No    | Sí       | Pokémon              |
| Balloon Fight                              | No | No    | No    | Sí  | No    | Sí       | Balloon Fight        |
| Pradera Monetaria                          | No | No    | No    | Sí  | No    | Sí       | Mario                |
| Laberinto                                  | No | No    | No    | Sí  | No    | No       | Pac-Man              |
| Tomodachi Life                             | No | No    | No    | Sí  | No    | Sí       | Tomodachi Life       |
| PictoChat 2                                | No | No    | No    | Sí  | No    | Sí       | Nintendo DS          |
| Mute City                                  | No | No    | No    | Sí  | No    | Sí       | F-Zero               |
| Magicant                                   | No | No    | No    | Sí  | No    | Sí       | Earthbound           |
| Miiverse                                   | No | No    | No    | No  | Sí    | No       | Wii U                |
| Midgar                                     | No | No    | No    | Sí* | Sí*   | Sí       | Final Fantasy        |
| Torre del Reloj                            | No | No    | No    | Sí* | Sí*   | Sí       | Bayonetta            |
| Ayuntamiento de Nueva Donk                 | No | No    | No    | No  | No    | Sí       | Mario                |
| Torre de la meseta                         | No | No    | No    | No  | No    | Sí       | The Legend of Zelda  |
| Torres Merluza                             | No | No    | No    | No  | No    | Sí       | Splatoon             |
| Castillo de Drácula                        | No | No    | No    | No  | No    | Sí       | Castlevania          |
| Mementos                                   | No | No    | No    | No  | No    | Sí*      | Persona              |
| Altar de Yggdrasil                         | No | No    | No    | No  | No    | Sí*      | Dragon Quest         |
| Montaña Espiral                            | No | No    | No    | No  | No    | Sí*      | Banjo-Kazooie        |
| Estadio de King of Fighters                | No | No    | No    | No  | No    | Sí*      | King of Fighters     |
| Monasterio de Garreg Mach                  | No | No    | No    | No  | No    | Sí*      | Fire Emblem          |
| Estadio Muelle                             | No | No    | No    | No  | No    | Sí*      | ARMS                 |
| Mundo de Minecraft                         | No | No    | No    | No  | No    | Sí*      | Minecraft            |
| Mishima Dojo                               | No | No    | No    | No  | No    | Sí*      | Tekken               |
| Bastión Hueco                              | No | No    | No    | No  | No    | Sí*      | Kingdom Hearts       |

*: Indica los escenarios que estarán disponibles como DLC.

## Objetos
Un gran elemento adicional en la saga Super Smash Bros. es la inclusión de objetos de batalla, cuya frecuencia de aparición puede ser controlada por los jugadores. Existen objetos de lucha convencionales con los que un jugador puede golpear a un oponente, como un bate de béisbol o una espada, como también objetos lanzables, incluyendo Bob-ombas y caparazones, y objetos para disparar, ya sean armas de un solo disparo por vez o de disparos rápidos. Los objetos de recuperación le permiten a los personajes perder una gran cantidad del daño acumulado en sus medidores de porcentaje. Desde la franquicia Pokémon vienen las Poké Ball, las que liberan a un Pokémon al azar en la arena de pelea para que este ayude al personaje que utilizó el objeto; Brawl, por su parte, introduce un nuevo tipo de objetos llamado Trofeo Ayudante, el cual tiene un uso similar al de las Poké Balls, ya que es capaz de invocar a una gran cantidad de personajes provenientes de una gran cantidad de franquicias. Brawl también introduce unos objetos denominados «Bola Smash», los que permiten a los luchadores ejecutar súper ataques únicos para cada personaje, conocidos como «Smash Finales». Aquí una lista de los objetos y los efectos que causan en los diferentes luchadores.
| Ítem                           | 64    | Melee | Brawl | Wii U/3DS | Ultimate | Efecto                   | Serie                  |
| ------------------------------ | ----- | ----- | ----- | --------- | -------- | ------------------------ | ---------------------- |
| Abanico                        | Sí    | Sí    | Sí    | No        | No       | Golpear                  | Kirby                  |
| Steel Diver                    | No    | No    | No    | Sí        | Sí       | Golpear                  | Steel Diver            |
| Aumenta condiciones            | No    | No    | No    | Sí        | Sí       | Estado                   | Super Smash Bros.      |
| Balón                          | No    | No    | Sí    | Sí        | Sí       | Especial                 | Mario Strikers         |
| Bandera especial               | No    | No    | No    | Sí        | Sí       | Especial                 | Rally X                |
| Barra de Fuego                 | No    | No    | No    | Sí        | Sí       | Golpear                  | Mario                  |
| Barril                         | Sí    | Sí    | Sí    | Sí        | Sí       | Contenedor               | Super Smash Bros.      |
| Base de trofeo                 | No    | No    | Sí    | Sí        | No       | Lanzamiento              | Super Smash Bros.      |
| Bate de béisbol                | Sí    | Sí    | Sí    | Sí        | Sí       | Golpear                  | EarthBound             |
| Batuta de los vientos          | No    | No    | No    | Sí        | Sí       | Lanzamiento              | The Legend of Zelda    |
| Bill Bala                      | No    | No*   | No*   | Sí        | Sí       | Transformación           | Mario                  |
| Bob-omb                        | Sí    | Sí    | Sí    | Sí        | Sí       | Lanzamiento              | Mario                  |
| Master Ball                    | No    | No    | No    | Sí        | Sí       | Lanzamiento/Convocar     | Pokémon                |
| Bola Smash                     | No    | No    | Sí    | Sí        | Sí       | Especial                 | Super Smash Bros.      |
| Bola Stock                     | No    | No    | Sí    | No        | Sí       | Especial                 | Super Smash Bros.      |
| Bomba con sensor de movimiento | Sí    | Sí    | Sí    | Sí        | Sí       | Lanzamiento              | Super Smash Bros.      |
| Bomba de humo                  | No    | No    | Sí    | Sí        | Sí       | Lanzamiento              | Super Smash Bros.      |
| Bomba Hocotate                 | No    | No    | No    | Sí        | Sí       | Lanzamiento              | Pikmin                 |
| Bomba Inteligente              | No    | No    | Sí    | Sí        | Sí       | Lanzamiento              | Star Fox               |
| Bomba pegajosa                 | No    | No    | Sí    | Sí        | Sí       | Lanzamiento              | Super Smash Bros.      |
| Bomba X                        | No    | No    | No    | Sí        | Sí       | Lanzamiento              | Kid Icarus             |
| Bombchu                        | No    | No    | No    | Sí        | No       | Lanzamiento              | The Legend of Zelda    |
| Broche Franklin                | No    | No    | Sí    | Sí        | Sí       | Estado                   | EarthBound             |
| Búmeran                        | No    | No    | No    | Sí        | Sí       | Lanzamiento              | Mario Kart             |
| Bumper                         | Sí    | No    | Sí    | Sí        | Sí       | Lanzamiento              | Super Smash Bros.      |
| Caja                           | Sí    | Sí    | Sí    | Sí        | Sí       | Contenedor               | Super Smash Bros.      |
| Caja explosiva                 | No    | No    | Sí    | Sí        | Sí       | Lanzamiento              | Super Smash Bros.      |
| Caja metálica                  | No    | Sí    | Sí    | Sí        | Sí       | Estado                   | Mario                  |
| Bloque POW                     | No*** | No    | No*** | Sí        | Sí       | Lanzamiento              | Mario                  |
| Caja Rodante                   | No    | No    | Sí    | Sí        | Sí       | Contenedor               | Super Smash Bros.      |
| Cañón Barril                   | No*** | Sí    | No*   | No*       | Sí       | Lanzamiento              | Donkey Kong            |
| Caparazón Azul                 | No    | No    | No    | Sí        | Sí       | Lanzamiento              | Mario Kart             |
| Caparazón Rojo                 | Sí    | Sí    | No**  | No**      | No**     | Lanzamiento              | Mario Kart             |
| Caparazón Verde                | Sí    | Sí    | Sí    | Sí        | Sí       | Lanzamiento              | Mario                  |
| Cápsula                        | Sí    | Sí    | Sí    | Sí        | Sí       | Contenedor/Lanzamiento   | Super Smash Bros.      |
| Capucha de conejito            | No    | Sí    | Sí    | Sí        | Sí       | Estado                   | The Legend of Zelda    |
| Bastón de Lip                  | No    | Sí    | Sí    | Sí        | Sí       | Golpear                  | Panel de Pon           |
| Cáscara de Plátano             | No    | No    | Sí    | Sí        | Sí       | Lanzamiento              | Mario Kart/Donkey Kong |
| CD                             | No    | No    | Sí    | Sí****    | No       | Coleccionable            | Super Smash Bros.      |
| Champiñón                      | No    | Sí    | Sí    | Sí        | Sí       | Estado                   | Mario                  |
| Champiñón Venenoso             | No    | Sí    | Sí    | Sí        | Sí       | Estado                   | Mario                  |
| Cinturón cohete                | No    | No    | No    | Sí        | Sí       | Estado                   | Pilotwings             |
| Comida                         | No    | Sí    | Sí    | Sí        | Sí       | Recuperación             | Kirby                  |
| Contenedor de corazón          | Sí    | Sí    | Sí    | Sí        | Sí       | Recuperación             | The Legend of Zelda    |
| Cronómetro                     | No    | No    | Sí    | Sí        | Sí       | Estado                   | Super Smash Bros       |
| Cucco                          | No    | No    | No    | Sí        | Sí       | Lanzamiento              | The Legend of Zelda    |
| Curaequipo                     | No    | No    | Sí    | Sí        | Sí       | Lanzamiento/Recuperación | Super Smash Bros.      |
| Curry superpicante             | No    | No    | Sí    | Sí        | Sí       | Estado/Lanzamiento       | Kirby                  |
| Daybreak                       | No    | No    | No    | Sí        | Sí       | Especial/Disparar        | Kid Icarus             |
| Dispositivo de camuflaje       | No    | Sí    | No    | No        | No       | Estado                   | Perfect Dark           |
| Dragoon                        | No    | No    | Sí    | Sí        | Sí       | Especial                 | Kirby                  |
| Escarabajo                     | No    | No    | No    | Sí        | Sí       | Lanzamiento              | The Legend of Zelda    |
| Escudo Trasero                 | No    | No    | No    | Sí        | Sí       | Estado                   | Kid Icarus             |
| Estrella                       | Sí    | Sí    | Sí    | Sí        | Sí       | Estado                   | Mario                  |
| Estrella Remolque              | No    | Sí    | Sí    | Sí        | Sí       | Especial                 | Kirby                  |
| Flor de Fuego                  | Sí    | Sí    | Sí    | Sí        | Sí       | Lanzamiento              | Mario                  |
| Flotadores                     | No    | Sí    | No    | No***     | No       | Lanzamiento              | Balloon Fight          |
| Garrote de rocas               | No    | No    | No    | Sí        | No       | Golpear                  | Kid Icarus             |
| Hada embotellada               | No    | No    | No    | Sí        | Sí       | Lanzamiento/Recuperación | The Legend of Zelda    |
| Hothead                        | No    | No    | Sí    | Sí        | No       | Lanzamiento              | Mario                  |
| Huevo                          | Sí    | Sí    | No    | No        | No       | Contenedor/Lanzamiento   | Super Smash Bros.      |
| Jefe Galaga                    | No    | No    | No    | Sí        | Sí       | Especial                 | Galaga                 |
| Lanzacohetes                   | No    | No    | Sí    | No        | No       | Disparar                 | Super Smash Bros.      |
| Llave                          | No    | No    | Sí    | No        | No       | Lanzamiento              | Mario                  |
| Manzana                        | No    | Sí    | Sí    | No        | No       | Lanzamiento/Recuperación | Kirby                  |
| Martillo                       | Sí    | Sí    | Sí    | Sí        | Sí       | Especial                 | Donkey Kong            |
| Martillo dorado                | No    | No    | Sí    | Sí        | Sí       | Especial                 | Wrecking Crew          |
| Monedas y Billetes             | No    | Sí    | Sí    | Sí****    | No       | Coleccionable            | Super Smash Bros       |
| Nuez Deku                      | No    | No    | Sí    | Sí        | Sí       | Lanzamiento              | The Legend of Zelda    |
| Ojo asesino                    | No    | No    | No    | Sí        | Sí       | Lanzamiento              | Kid Icarus             |
| Panal                          | No    | No    | No    | Sí        | Sí       | Lanzamiento              | Animal Crossing        |
| Parasol                        | No    | Sí    | No    | No*       | No       | Golpear                  | Kirby                  |
| Partes customizables           | No    | No    | No    | Sí        | No       | Coleccionable            | Super Smash Bros.      |
| Pegatinas                      | No    | No    | Sí    | No        | No       | Coleccionable            | Super Smash Bros.      |
| Piñata                         | No    | Sí    | Sí    | Sí        | Sí       | Contenedor               | Super Smash Bros.      |
| Pistola de rayos               | Sí    | Sí    | Sí    | Sí        | Sí       | Disparar                 | Star Fox               |
| Poké Ball                      | Sí    | Sí    | Sí    | Sí        | Sí       | Lanzamiento/Convocar     | Pokémon                |
| Rábano                         | No    | No    | No    | Sí        | Sí       | Especial                 | Mario                  |
| Rayo                           | No    | No    | Sí    | Sí        | Sí       | Estado                   | Mario Kart             |
| Muelle                         | No    | No    | Sí    | Sí        | Sí       | Lanzamiento              | Donkey Kong            |
| Espada Láser                   | Sí    | Sí    | Sí    | Sí        | Sí       | Golpear                  | Super Smash Bros.      |
| Saco de boxeo                  | No    | No*   | Sí    | Sí        | Sí       | Especial                 | Super Smash Bros.      |
| Screw Attack                   | No    | Sí    | Sí    | Sí        | No       | Lanzamiento/Estado       | Metroid                |
| Mr. Saturn                     | No    | Sí    | Sí    | Sí        | Sí       | Lanzamiento              | EarthBound             |
| Super Hoja                     | No    | No    | No    | Sí        | Sí       | Estado                   | Mario                  |
| Super Scope                    | No    | Sí    | Sí    | Sí        | Sí       | Disparar                 | Super Scope            |
| Taladro                        | No    | No    | No    | Sí        | Sí       | Lanzamiento              | Super Smash Bros.      |
| Tempanito                      | No    | Sí    | Sí    | Sí        | Sí       | Lanzamiento              | Mario                  |
| Tomate Maxim                   | Sí    | Sí    | Sí    | Sí        | Sí       | Recuperación             | Kirby                  |
| Trampa                         | No    | No    | Sí    | Sí        | Sí       | Lanzamiento              | Animal Crossing        |
| Trofeo                         | No    | Sí    | Sí    | Sí        | No       | Coleccionable            | Super Smash Bros.      |
| Ayudantes                      | No    | No    | Sí    | Sí        | Sí       | Convocar                 | Super Smash Bros.      |
| Unira                          | No    | No    | Sí    | Sí        | Sí       | Lanzamiento              | Clu Clu Land           |
| Varita Estrella                | Sí    | Sí    | Sí    | Sí        | Sí       | Golpear/Lanzamiento      | Kirby                  |

* Aparece en los juegos pero no como item en todos.
** Aparece en el "Emisario Subespacial" de SSBB o "Smash Run" de SSB3DS respectivamente.
*** Aparece como "hazard".
**** Solo aparece en Super Smash Bros para Wii U.
***** Solo aparece en Super Smash Bros para 3DS.
En Super Smash Bros. Ultimate, aparecen todos los objetos.

## Música
Super Smash Bros. incluye melodías de algunas de las franquicias de Nintendo. Mientras que unas han tenido diversos arreglos, otras piezas han sido tomadas de forma directa y no han sido modificadas. La música para Super Smash Bros. fue compuesta por Hirokazu Ando, quien más tarde participó como director de sonido en Super Smash Bros. Melee. Melee también incluye pistas compuestas por Tadashi Ikegami, Shougo Sakai y Takuto Kitsuta. Brawl tuvo una colaboración de 38 compositores, sin incluir al compositor de Final Fantasy Nobuo Uematsu, quien compuso el tema principal.
Han salido al mercado dos CD con las melodías de los juegos. Un álbum con la música original de Super Smash Bros. fue lanzado en Japón por Teichiku Records en el 2000. En 2003, Nintendo lanzó Smashing...Live!, una actuación orquestada de las melodías incluidas en Melee por la New Japan Philharmonic.

## Desarrollo

### Super Smash Bros. 64
Super Smash Bros. fue desarrollado por HAL Laboratory, un desarrollador second-party de Nintendo, durante 1998. Su vida comenzó como un prototipo creado por Masahiro Sakurai y Satoru Iwata en su tiempo libre, titulado Kakuto-Geemu Ryuoh (格闘ゲーム竜王?  lit. «Dragon King: El Juego de Lucha»), el cual originalmente no contenía personajes de Nintendo. Sin embargo, Satoru Iwata dio la idea de incluir luchadores provenientes de diferentes franquicias de Nintendo, con el fin de proveer al juego de una «atmósfera» que él consideraba necesaria para un juego de lucha de consolas caseras,  y su idea fue aprobada. El juego tuvo un bajo presupuesto y poca promoción y fue originalmente un lanzamiento exclusivo para Japón, pero gracias a su enorme éxito el juego pudo ser lanzado en todo el mundo.

### Super Smash Bros. Melee
HAL Laboratory desarrolló Super Smash Bros. Melee, con Masahiro Sakurai a la cabeza de la producción. El juego fue uno de los más sobrevalorados para la Nintendo GameCube y llamó la atención en cuanto a sus mejoras gráficas en comparación con la versión de Nintendo 64. Los desarrolladores quisieron rendirle un homenaje al debut de la GameCube al hacer una secuencia FMV para la apertura del juego que atrajera la atención de la gente en cuanto a las gráficas. HAL trabajó con 3 estudios de gráficas distintos en Tokio para hacer la secuencia de apertura. En su sitio web oficial, los desarrolladores pusieron fotos e información, destacando y explicando la atención puesta a la física y los detalles del juego, haciendo referencia a los cambios con respecto a su predecesor.
En la página oficial japonesa del juego, los desarrolladores explican sus razones para hacer que ciertos personajes fueran controlables y porqué algunos personajes no fueron controlables luego del lanzamiento. Inicialmente, el equipo de desarrollo quiso reemplazar a Ness por Lucas, el personaje principal de Mother 3 para la Game Boy Advance, pero mantuvieron a Ness debido a los retrasos de dicho juego. Los creadores del juego incluyeron a Lucas en su secuela, Super Smash Bros. Brawl. El desarrollador de videojuegos Hideo Kojima pidió originalmente que Solid Snake, protagonista de la saga Metal Gear, fuera un personaje controlable en Super Smash Bros. Melee, pero el desarrollo del juego se encontraba demasiado avanzado como para poder incluirlo. Tal como con Lucas, el tiempo de desarrollo adicional permitió su inclusión en Brawl. Roy y Marth fueron inicialmente destinados a ser controlables únicamente en la versión japonesa de Super Smash Bros. Melee. Sin embargo, recibieron una favorable atención durante la localización norteamericana del juego, llevando a los desarrolladores a la decisión de incluirlos en la versión occidental. Adicionalmente, Sakurai declaró que el equipo de desarrollo había sugerido personajes de cuatro juegos para representar la era del Famicom o NES, hasta que los desarrolladores decidieron que los Ice Climbers estarían en el juego. Los desarrolladores, dentro de su sitio web, han hecho comparaciones entre los personajes que tienen movimientos muy similares. Dichos personajes han sido catalogados como «clones» en los medios de comunicación.

### Super Smash Bros. Brawl
Durante la conferencia de prensa pre-E3 2005, el presidente de Nintendo, Satoru Iwata, anunció que el nuevo título de la saga Super Smash Bros. no solamente se encontraba ya en desarrollo para su siguiente videoconsola, sino que también sería un título de lanzamiento para la Wii con compatibilidad Wi-Fi para poder jugar en línea. El anuncio tomó por sorpresa a Masahiro Sakurai, creador de la saga Super Smash Bros.. En el año 2003, Sakurai abandonó HAL Laboratory, la compañía que estaba a cargo del desarrollo de la franquicia. Él no fue informado de las intenciones de Nintendo de lanzar un nuevo juego Smash, a pesar del hecho de que Iwata le había dicho a Sakurai poco antes de su renuncia a HAL que si un nuevo juego Smash llegara a desarrollarse, el quería que Sakurai estuviera a cargo como director nuevamente. No fue sino hasta después de la conferencia que Sakurai fue llamado a la habitación de hotel de Iwata, donde se le pidió que estuviera a cargo en la producción del nuevo título, en lo posible como director. Sakurai aceptó el cargo de director, y en mayo de 2005 era el único miembro del nuevo equipo de desarrollo. El verdadero desarrollo del juego no comenzó hasta octubre de 2005, cuando Nintendo abrió una nueva oficina en Tokio únicamente destinada para su producción. Nintendo también solicitó ayuda externa de varios estudios de desarrollo, principalmente de Game Arts, y crearon el estudio de desarrollo Sora Ltd. Sakurai declaró que la gente que desarrolló el juego había pasado excesivas cantidades de tiempo jugando Super Smash Bros. Melee. Este equipo tuvo acceso a todo el material y las herramientas originales del desarrollo de Melee, cortesía de HAL Laboratory. Además, muchos de los miembros del equipo de desarrollo Smash Bros. que residen cerca del área de la nueva oficina se unieron al desarrollo del proyecto.
Durante la conferencia de prensa de Nintendo en la E3 2007, el presidente de Nintendo of America, Reggie Fils-Aime, anunció que Super Smash Bros. Brawl sería lanzado el 3 de diciembre de 2007 en Norteamérica. Sin embargo, sólo 2 meses antes de su anticipado lanzamiento en diciembre, el equipo de desarrollo pidió más tiempo para trabajar en el juego. Durante la Nintendo Conference el 10 de octubre de 2007, el presidente de Nintendo of Japan, Iwata, anunció el retraso. El 11 de octubre de 2007, George Harrison de Nintendo of America anunció que Super Smash Bros. Brawl sería lanzado en Norteamérica el 10 de febrero de 2008. El 15 de enero de 2008, el lanzamiento del juego fue retrasado una semana en Japón al 31 de enero y casi un mes en Norteamérica al 9 de marzo. De manera similar, un representante en nombre de Nintendo of Europe confirmó a la prensa el 6 de diciembre de 2007 que el juego no sería lanzado en Europa sino hasta después de junio de 2008. Sin embargo, un día después un portavoz desmintió este anuncio, insistiendo en que aún no existe una fecha de lanzamiento concreta, finalmente el juego fue lanzado el 28 de junio en Europa y un día antes en Australia.

### Super Smash Bros. for Nintendo 3DS y Super Smash Bros. for Wii U
En el E3 2011, se confirmó una nueva entrega de la serie para Nintendo 3DS y Wii U, que interactuarían entre ellas de alguna manera. Sakurai aclaró que el anuncio se hizo público para atraer a los desarrolladores al proyecto, ya que el desarrollo del mismo no comenzaría hasta mayo de 2012, tras el final de Kid Icarus: Uprising. El 21 de junio de 2012, Nintendo anunció que había firmado un acuerdo con Namco Bandai Games para desarrollar el juego colaborando con dicha empresa, más tarde también se confirmaría que además colaboraría con Sora Ltd. En el E3 2013 en junio de ese año se revelaron algunos de los nuevos personajes, como el Aldeano de Animal Crossing, Megaman y La Entrenadora de Wii Fit.
Durante la fase de desarrollo, Sakurai compartió novedades a través de la red social Miiverse.
Las razones dadas para no incluir un modo aventura fueron que las cinemáticas del modo Emisario Subespacial de Brawl eran compartidas por internet quitando la sorpresa a los jugadores.
Las limitaciones del hardware de Nintendo 3DS hicieron que no fuese posible incluir a los Ice Climbers, la transformación entre Sheik y Zelda y crossplay entre ambas plataformas. Los personajes debían ser iguales en ambas plataformas, por lo tanto, esto afectó a la versión de Wii U.
Los Miis fueron excluidos del en línea por "bulling potencial".
Para decidir los personajes incluidos en los DLC, se realizó una consulta en línea en la que los fanes pudieron votar, a base de eso se eligieron los 7 personajes extras.
El último DLC fue lanzado en 2016.

### Super Smash Bros. Ultimate
Super Smash Bros. Ultimate fue presentado por primera vez durante un Nintendo Direct el 8 de marzo de 2018, bajo el título provisional Super Smash Bros., y se anunció formalmente durante la presentación de Nintendo de Nintendo Direct en el E3 2018
Ultimate fue desarrollado por Bandai Namco Games y Sora Ltd., el mismo equipo que desarrolló "Super Smash Bros. para Nintendo 3DS y Wii U", con Masahiro Sakurai como director. El objetivo de Sakurai para Ultimate era incluir a todos los personajes de juegos anteriores, sabiendo que esto sería un problema complejo tanto para el desarrollo como para la licencia. También quería tratar de ajustar las habilidades de los personajes para acelerar el juego. Sakurai sabía que Ultimate era un título básico para Nintendo, y que tenía una base de jugadores dedicada que no quería defraudar, y creía que necesitaba completar estos objetivos para satisfacer a ambos grupos de jugadores, tanto jugadores competitivos veteranos, como jugadores en el que "Ultimate" es su entrega introductoria, también sin dejar atrás a jugadores casuales, que buscan solamente diversión.[cita requerida]
Ultimate marca la inclusión de Ridley de Metroid en la serie como un personaje jugable por primera vez, después de ser un jefe o peligro de etapa en los títulos anteriores de Super Smash Bros. La inclusión de Ridley como un personaje jugable en la serie se había especulado entre los fanáticos durante años, yendo desde Super Smash Bros. Melee. Sakurai había declarado previamente en una entrevista con Nintendo Power que el equipo de desarrollo consideró incluir a Ridley como personaje jugable en Brawl, pero decidió no hacerlo debido a dificultades creativas. Los datos del Trofeo Asistido para Ridley también existen en la codificación de Brawl, sugiriendo que Ridley originalmente estaba destinado a tener un rol diferente antes de ser colocado en el modo de Emisario Subespacial. En una entrevista con IGN sobre la exclusión de Ridley de Super Smash Bros. para Nintendo 3DS y Wii U, Sakurai argumentó que reducir el tamaño, la envergadura o la movilidad de Ridley para incluirlo como un luchador no sería fiel al personaje, que se supone que es una "presencia realmente amenazante" que solo podría retratarse correctamente como un jefe de escena sin restricciones de tamaño y equilibrio del luchador. Sin embargo, Ridley continuó siendo uno de los luchadores más solicitados para su inclusión en futuros títulos entre los fanáticos de Super Smash Bros. comunidad, lo que lleva a la decisión de incluirlo en Ultimate.
Durante la final de la Evolution Championship Series 2018, fue anunciado un Super Smash Bros. Direct que tuvo lugar el 8 de agosto de 2018. Ese mismo día, horas antes de la presentación, se filtró durante unos segundos en el canal de YouTube del juego el tema musical "Bloody Tears / Monster Dance" de la saga Castlevania, cosa que dio lugar a un rumor en el que Simon Belmont debutara en el juego. El direct que duró poco más de media hora no solo reveló lo que ya se había filtrado, si no que a Simon le acompañaría Richter Belmont, como un personaje eco, junto a su escenario, el Castillo de Drácula. Otros datos importantes a destacar del direct son las adiciones al plantel de Chrom de Fire Emblem y Samus Oscura de Metroid Prime como personajes eco de Roy y Samus respectivamente. También fueron revelados algunos modos de batalla, ayudantes, Pokémon y objetos. Antes de acabar la presentación, también fue mostrado el menú principal del juego, del cual un modo de juego en concreto se podía ver censurado al no poder hablar de él aún, y del que al rato, algunos usuarios de Twitter descifraran que lo que oculta ese modo censurado es la palabra "Spirits", lo que llevó a muchos usuarios que era una clara referencia a un nuevo modo aventura como el que ya tuvo Super Smash Bros. Brawl. Para culminar la presentación, fue revelado oficialmente el personaje y villano de Donkey Kong (serie), King K. Rool.
Más tarde, se anunciaría al final del Nintendo Direct del 13 de septiembre, que Canela sería un personaje jugable en el juego.
En el Nintendo Direct del 1 de noviembre de 2018 se anuncian los tres últimos personajes que se unieron al plantel, Ken como personaje Eco y Incineroar (Pokémon luchador) como personajes disponibles de forma gratuita, además se anunció que habrán 5 personajes incluidos como DLC que serán revelados a futuro y que el último DLC saldría en febrero de 2020 y saldria el modo aventura que se llama El mundo de estrellas perdidas.

## Recepción
| Juego                               | Metacritic | Game Rankings |
| ----------------------------------- | ---------- | ------------- |
| Super Smash Bros.                   | 79/100     | 80.2%         |
| Super Smash Bros. Melee             | 92/100     | 89.8%         |
| Super Smash Bros. Brawl             | 93/100     | 93.0%         |
| Super Smash Bros. para Wii U        | 89/100     | 92.39%        |
| Super Smash Bros. para Nintendo 3DS | 95/100     | 95.10%        |
| Super Smash Bros Ultimate           | 93/100     | 95.10%        |

El modo multijugador fue la sección más alabada de Super Smash Bros.. Sin embargo, existieron críticas negativas, como el hecho de que es difícil seguir las puntuaciones del juego. Además, el modo para un jugador fue criticado negativamente por su dificultad y carencia de características únicas.
Super Smash Bros. Melee tuvo en general una recepción positiva por parte de los críticos, quienes dieron mayor crédito a la mayor cantidad de modos de juego con respecto a su predecesor. Enfocándose en estas características únicas de Melee, GameSpy comentó que «Melee tiene una muy buena puntuación en el ámbito de 'hemos incluido montones de geniales y nuevas cosas'». Los críticos compararon favorablemente al juego con su predecesor—el crítico Fran Mirabella III de IGN declaró que el juego se encontraba «en una liga completamente diferente a la de la versión de N64», mientras que Miguel López de GameSpot alabó al juego por ofrecer un modo Classic más avanzado con respecto a su predecesor, detallando al modo Adventure como «una experiencia acogedora». A pesar de las variadas opiniones con respeto a los modos de un jugador, la mayoría de los críticos dijeron que el modo multijugador era la parte más fuerte del juego. En su crítica del juego, GameSpy declaró que «te costará mucho tiempo encontrar una mejor experiencia multijugador en cualquier otra consola».
Super Smash Bros. Brawl ha recibido muchas críticas positivas. Los editores de Famitsu, quienes le dieron una puntuación perfecta, alabaron la variedad y gran extensión del modo de un jugador, la impredictibilidad de los Smashes Finales y los dinámicos estilos de lucha de los personajes. Chris Slate de Nintendo Power también le dio a Brawl una puntuación perfecta en la edición de marzo de 2008, clasificándolo como «uno de los mejores juegos que Nintendo ha creado». GameSpot alabó la simplicidad del juego, declarando que «sus simples controles y formas de juego lo hacen considerablemente accesible para principiantes, y a la vez atractivo para los veteranos de Smash Bros.».
El crítico de IGN Matt Casamassina declaró que a pesar de que Brawl es «completamente entretenido», sufre de «largos tiempos de carga» y «enemigos con poca inspiración» en el modo aventura El Emisario Subespacial. La crítica también dio una respuesta mixta con respecto a la calidad de sus gráficos y los describió como una «versión mejorada de Super Smash Bros. Melee» con mejores modelos de personajes y escenarios que «carecen de detalles en algunas áreas». GameSpy dijo que los gráficos "se ven como el juego de GameCube". NGamer apunta a la falta de innovación de la franquicia, diciendo que «Smash Bros. se arriesga a crecer de un modo muy familiar. Nunca llega a decepcionar, pero no logra esa magia que tuvo Galaxy».
Super Smash Bros vendió 1,4 millones de copias en Japón, y 2,3 millones en los Estados Unidos. Melee vendió aproximadamente 7 millones de unidades en todo el mundo, siendo el juego mejor vendido para GameCube.
Brawl ha vendido 1,524 millones de unidades en Japón a 30 de marzo de 2008. El juego también vendió 1,4 millones de unidades en los Estados Unidos en su primera semana, convirtiéndose en el juego más rápidamente vendido de la historia de Nintendo of America.